# Fasti gonzagheschi
I Fasti gonzagheschi sono un ciclo di dipinti eseguito da Jacopo Robusti, detto il Tintoretto, con il contributo della sua bottega. L'opera è volta alla celebrazione dinastica della gesta dei Gonzaga ed in particolare delle imprese militari realizzate tra il XV e il XVI secolo da vari membri della casata.

## Storia

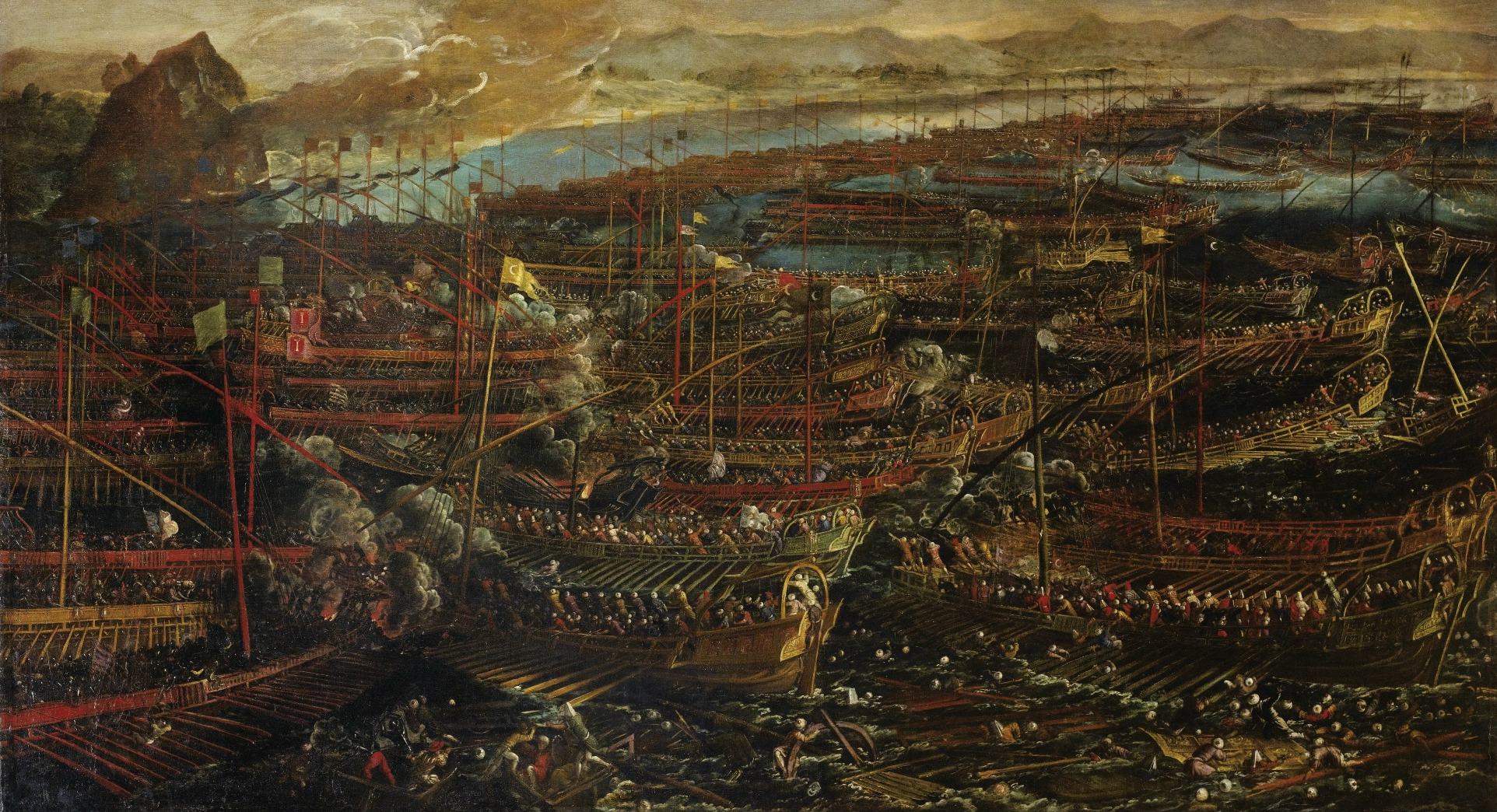
Tintoretto, Battaglia di Lepanto, 1571, collezione privata. Grande bozzetto del capolavoro del Robusti andato perduto nell'incendio del Palazzo ducale di Venezia del 1577

La serie di dipinti fu commissionata al Tintoretto dal duca di Mantova Guglielmo Gonzaga per la decorazione di alcuni nuovi ambienti che lo stesso duca aveva fatto aggiungere al Palazzo ducale. La commissione al pittore veneziano si articolò in due tranche: vennero dapprima commissionati, nel 1578, quattro teleri destinati ad una prima sala della nuova parte della residenza ducale (Sala dei Marchesi), cui seguì una seconda ravvicinata ordinazione, nel 1579, relativa alle ulteriori quattro grandi tele del ciclo, che vennero collocate in un'altra stanza della reggia mantovana (Sala dei Duchi).
Si ritiene che la scelta cadde sul Tintoretto in quanto questi si era dimostrato un abile pittore di battaglie: in particolare nel 1571 il maestro veneziano aveva licenziato per il Palazzo ducale di Venezia una tela raffigurante la Battaglia di Lepanto che aveva riscosso grandissima ammirazione ed è probabile che tale notizia fosse giunta anche alla corte mantovana, sempre attenta alle vicende veneziane.

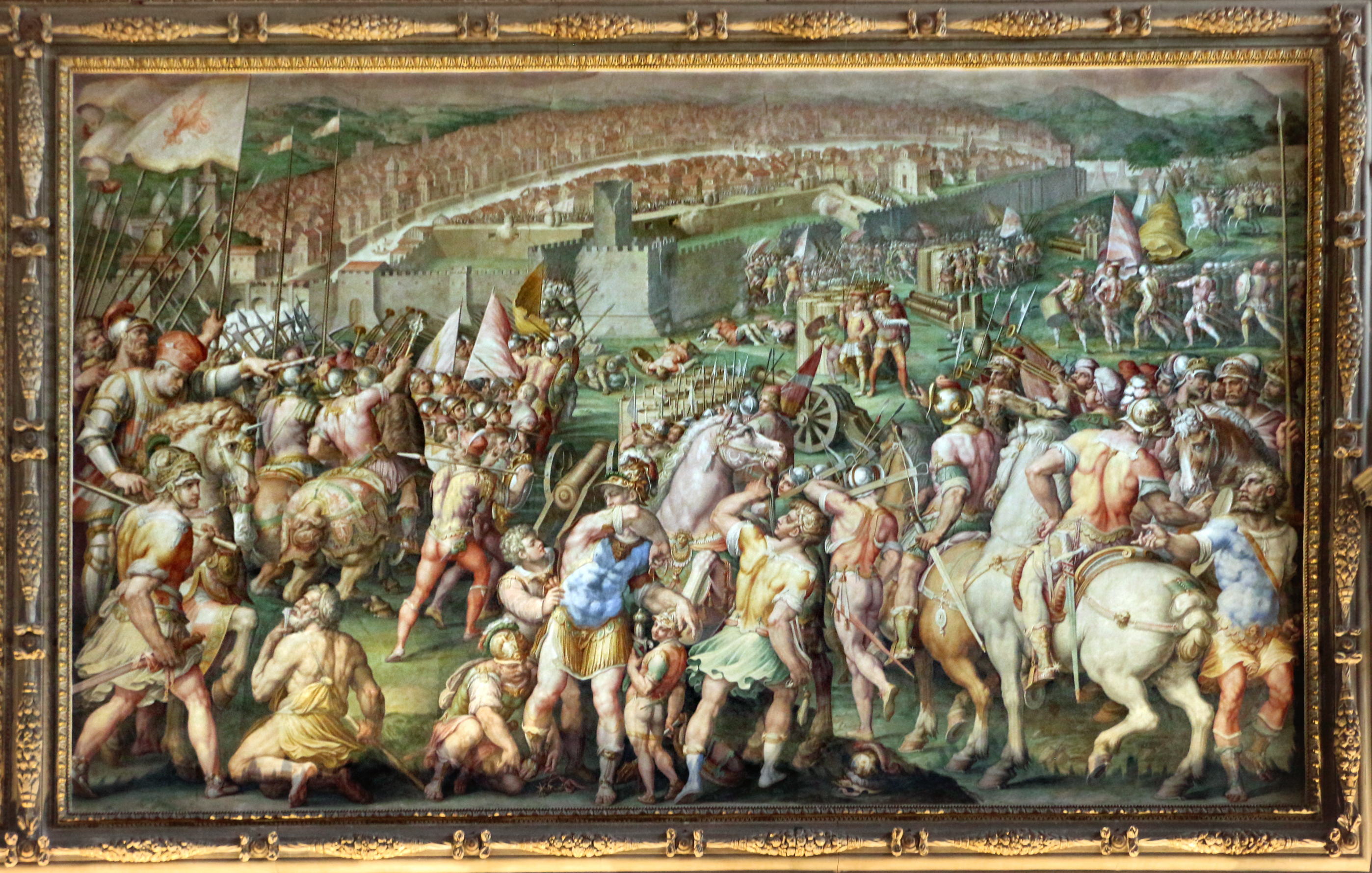
Giorgio Vasari e bottega, Presa della fortezza di Stampace a Pisa, 1568-1571, Firenze, Palazzo Vecchio

Il prezzo pattuito per il compenso del Tintoretto fu relativamente a buon mercato per un'impresa di tale portata (le otto tele dei Fasti sono infatti di dimensioni ragguardevoli e sono affollatissime di figure) e la consegna avvenne in tempi piuttosto rapidi - l'intero ciclo risulta messo in opera nel 1580 -; circostanze che spiegano l'ampia partecipazione della bottega del maestro, compreso suo figlio Domenico. Il Tintoretto in sostanza si limitò all'ideazione delle composizioni, lasciando ai suoi aiuti la gran parte dell'esecuzione dei dipinti.
È molto probabile inoltre che la commissione dei Fasti mantovani sia stata influenzata dalle imprese decorative del Vasari a Firenze, che in Palazzo Vecchio aveva messo in scena le gesta della stirpe dei Medici, e di Taddeo Zuccari a Caprarola che, nel celebre Palazzo della casata, aveva raffigurato le imprese dei Farnese. I Gonzaga non vollero essere da meno e anch'essi decisero di dotare la propria residenza di un vasto ciclo pittorico celebrativo della gloria famigliare.
I Fasti gonzagheschi rimasero a Mantova fino ad inizio Settecento quando furono portati a Venezia da Ferdinando Carlo di Gonzaga-Nevers, decimo e ultimo duca, durante la sua fuga dalla capitale ducale. Nel 1708 i teleri del Robusti furono acquistati dall'Elettore di Baviera Massimiliano Emanuele prendendo così la volta della capitale bavarese per infine confluire nelle raccolte della Alte Pinakothek.

## Descrizione

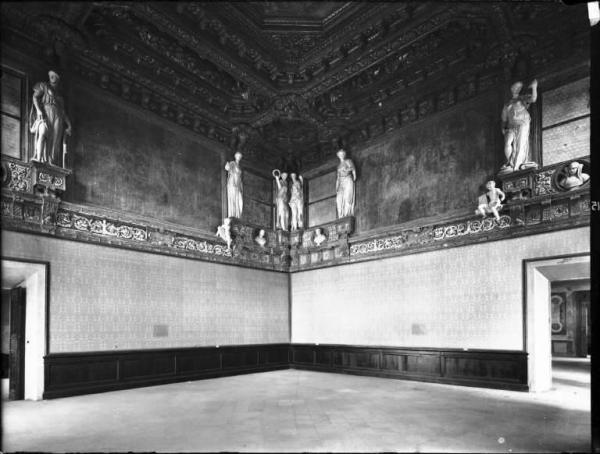
La Sala dei Marchesi. Si vedono gli spazi un tempo occupati dai dipinti del Tintoretto tra gli stucchi di Francesco Segala

Fonte di fondamentale importanza per l'individuazione del contenuto delle singole tele del ciclo sono le lettere scambiate tra il conte Teodoro Sangiorgio, alto funzionario della corte mantovana, e Paolo Moro ambasciatore dei Gonzaga a Venezia. In queste missive il Sangiorgio, per conto del duca Guglielmo, impartisce al diplomatico mantovano presso la Serenissima precise istruzioni circa il contenuto dei dipinti che avrebbe dovuto realizzare il Tintoretto. Da questo carteggio si deduce altresì che fu cura della committenza mantovana recapitare al pittore veneziano i ritratti dei marchesi e dei duchi da replicare nei dipinti così come delle riproduzioni dei luoghi in cui ambientare le scene.

### Sala dei Marchesi
Nella prima parte dei Fasti sono raffigurate le gesta dei primi quattro marchesi Gonzaga, cioè il titolo rivestito dalla famiglia mantovana (dal 1433) prima di ascendere a dignità ducale nella persona di Federico II Gonzaga.
Questa prima parte del ciclo era inframezzata da un ricco apparato decorativo plastico, tuttora in loco. Si tratta di sculture in stucco, opera del padovano Francesco Segala, consistenti in busti-ritratto dei marchesi Gonzaga e delle rispettive consorti, putti, vittorie e altre figure allegoriche.
Nonostante le indicazioni impartite per lettera, quando i primi quattro teleri furono consegnati la committenza richiese al Tintoretto varie modifiche, rilevabili dalle indagini radiografiche modernamente effettuate sui quadri.

#### Giovanni Francesco Gonzaga nominato marchese di Mantova dall'imperatore Sigismondo

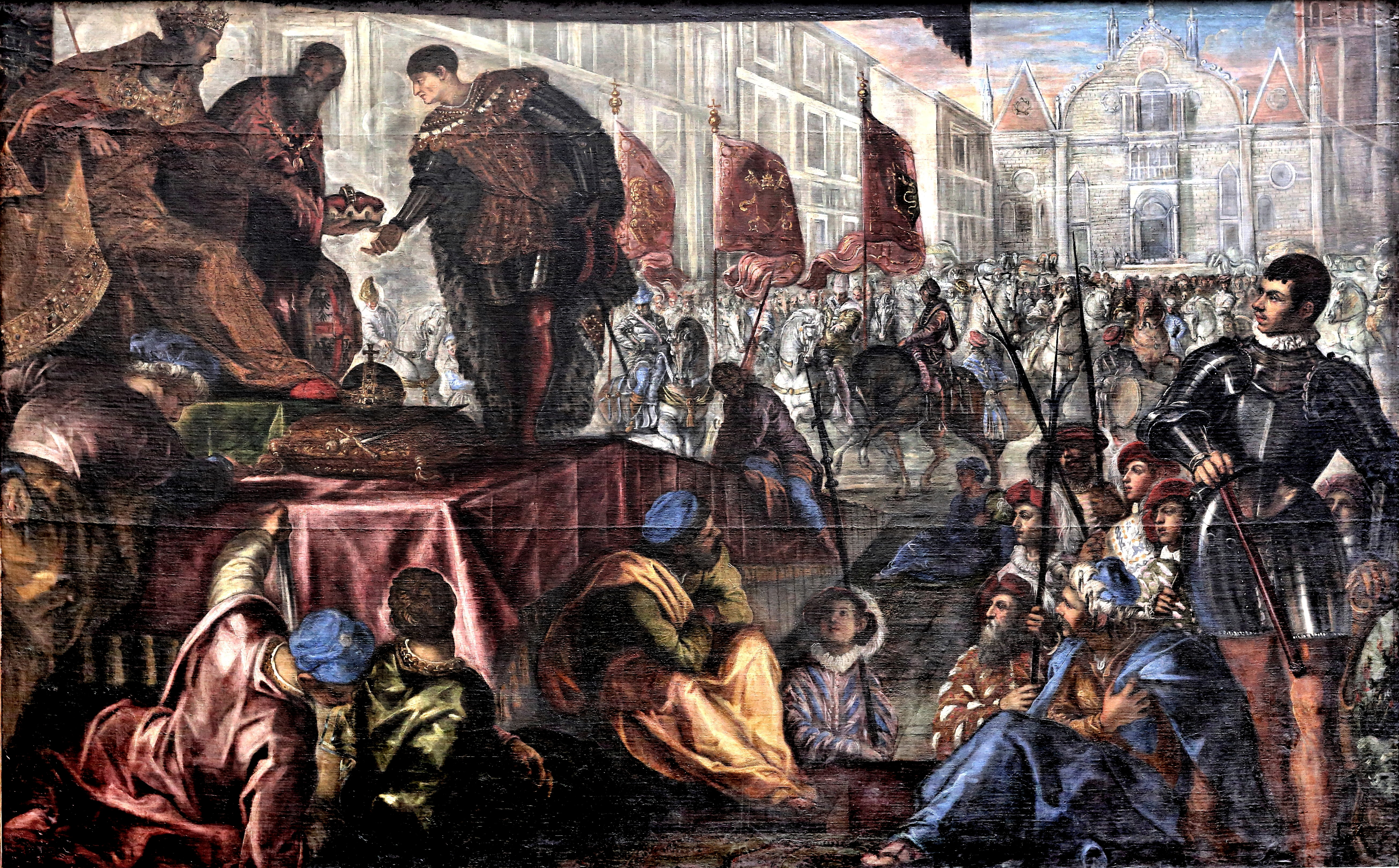
Giovanni Francesco Gonzaga nominato marchese di Mantova dall'imperatore Sigismondo

Il primo telero celebra il conseguimento della carica marchionale da parte di Gianfrancesco Gonzaga, il primo della schiatta a conseguire il titolo di marchese di Mantova, del quale fu insignito da Sigismondo di Lussemburgo allorché questi nel 1433 scese in Italia per essere cinto da papa Eugenio IV della corona imperiale. La cerimonia di elevazione al marchesato di Gianfrancesco si svolse a Mantova in piazza San Pietro.

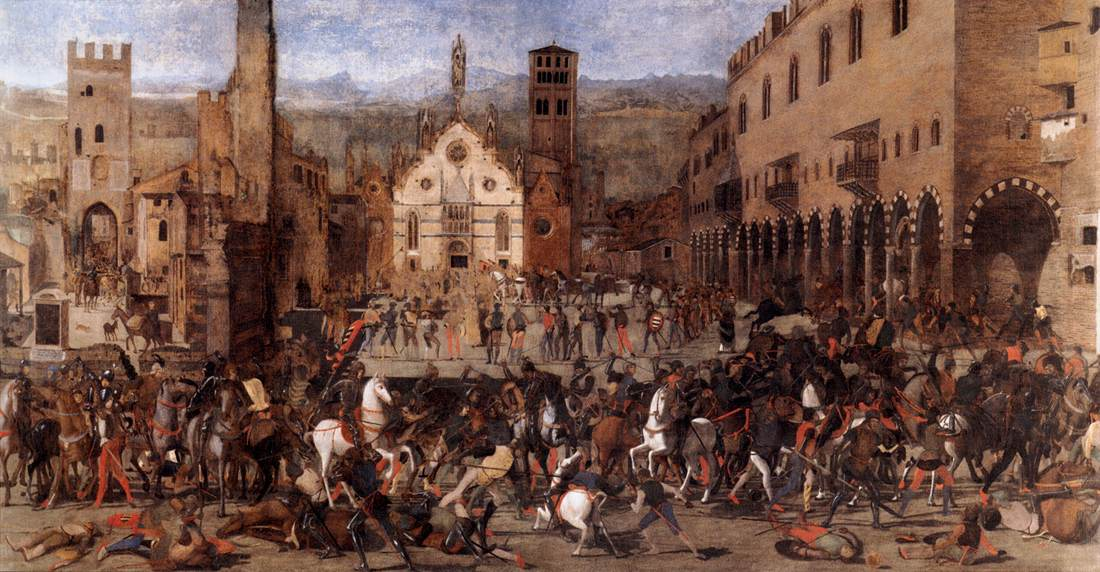
Domenico Morone, Cacciata dei Bonacolsi, 1494, Mantova, Palazzo ducale

Queste le parole con le quali il conte Sangiorgio descrive minuziosamente il compito affidato al Tintoretto per il primo dipinto del ciclo: «Nel quadro del marchese Giovanni Francesco si pingerà come, essendo Giovanni Francesco Gonzaga signore di Mantova con tittolo di capitano, fu creato marchese da Sigismondo imperatore et n'hebbe il tittolo et le insegne in Mantova su la piazza di San Pietro ove fu fatto un gran catafalco regalmente ornato sopra del quale ascese l'imperatore et, havendo avanti di se stesso Giovanni Francesco con molti suoni di trombe et tamburri, lo creò et lo fece gridare marchese et le diedde un scudo con l'arma delle quattro aquile in campo bianco distinto da una croce rossa. In questo quadro hanno da essere ritratti al naturale il suddetto imperatore Sigismondo et il marchese Giovanni Francesco. Si ha da immitare in qualche parte la prospettiva della piazza di San Pietro acciò che si riconosca il luogo ove fu fatto questa attione. Volendo per ornamento farle qualche insegne se le può fare il stendardo del generalato di Santa Chiesa, quello di vinitiani et quello del duca di Milano. L'impresa sua fu un scoglio in mezo all'onde nelle quali sono molti tronchi di legno che gettano fiamme».

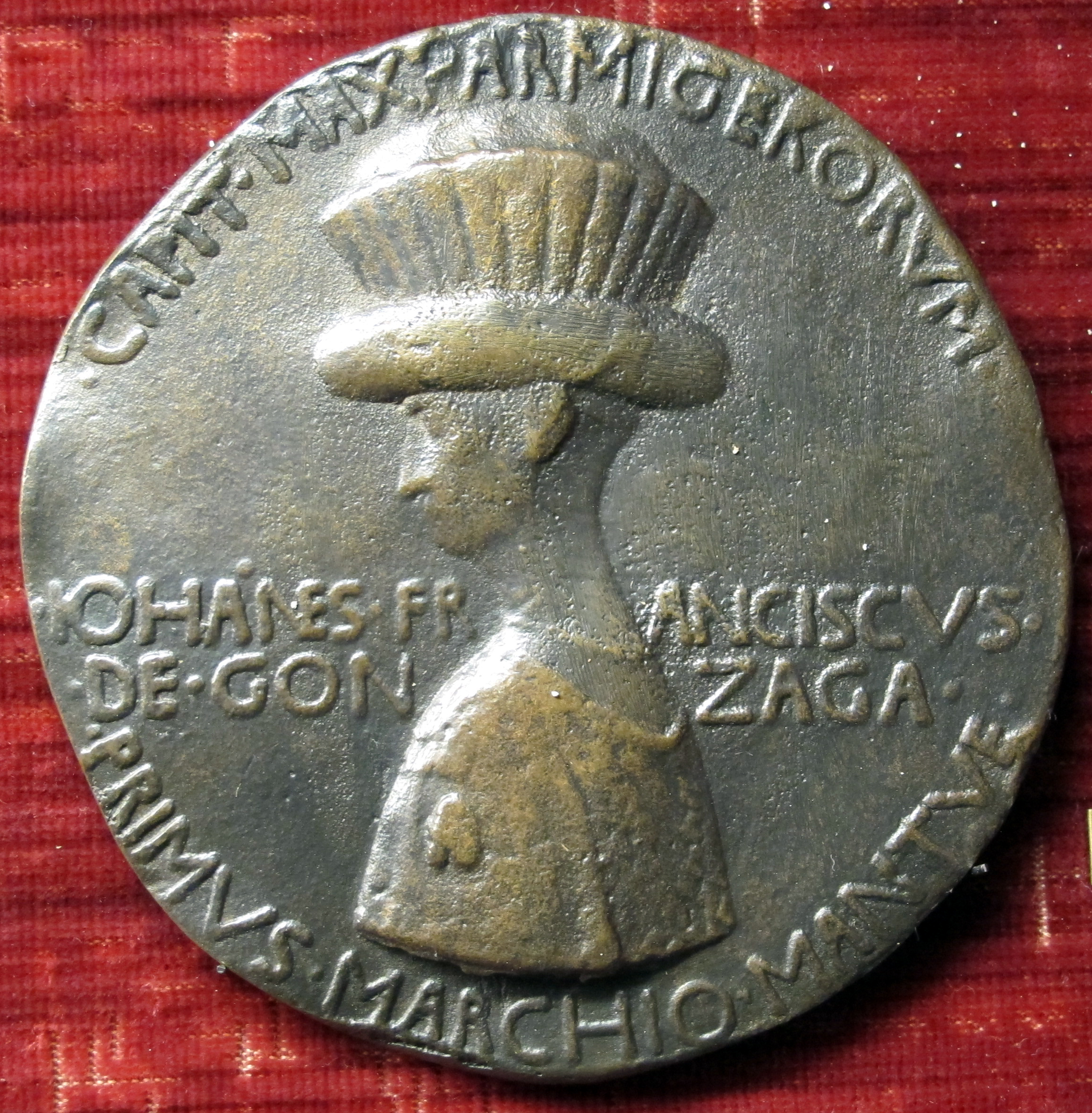
Gianfrancesco Gonzaga nella medaglia del Pisanello

Su un palco elevato in piazza San Pietro si svolge la cerimonia: un deferente Gianfrancesco si inchina al cospetto dell'imperatore regalmente assiso che indica verso i simboli nobiliari poggiati su cuscino dei quali il Gonzaga sta per essere insignito. La lunga prospettiva della piazza è ricolma di cavalieri in armatura e tra di loro si vedono anche dei musici che percuotono i tamburi. Tre cavalieri reggono grandi stendardi con le insegne di Venezia, cioè il leone di san Marco, del ducato di Milano, il biscione visconteo, e dello Stato della Chiesa, la tiara papale e le chiavi di san Pietro: cioè gli stati al cui servizio il primo marchese di Mantova pose la sua spada. Davanti al palco si raccoglie il popolo di Mantova. Sull'estrema destra della tela vi è in primo piano un giovane guerriero in armatura con la mano sinistra poggiata su uno scudo su cui compare l'impresa descritta dal Sangiorgio dello scoglio tra le onde e dei rami che bruciano.
Riconoscibile sullo sfondo è l'antica facciata del duomo di Mantova, dedicato a San Pietro (da qui il nome della piazza), poi radicalmente modificata nei secoli successivi: la si vede sostanzialmente identica nel dipinto di Domenico Morone raffigurante la Cacciata dei Bonacolsi del 1494.
La raffigurazione di profilo del primo marchese di Mantova ha suggerito che il probabile modello utilizzato dal Tintoretto per l'effige di Gianfrancesco Gonzaga vada individuato nella medaglia coniata dal Pisanello (1440 circa) su commissione di Ludovico II Gonzaga e per l'appunto dedicata al padre del committente.

#### Ludovico II Gonzaga sconfigge i veneziani nella battaglia dell'Adige

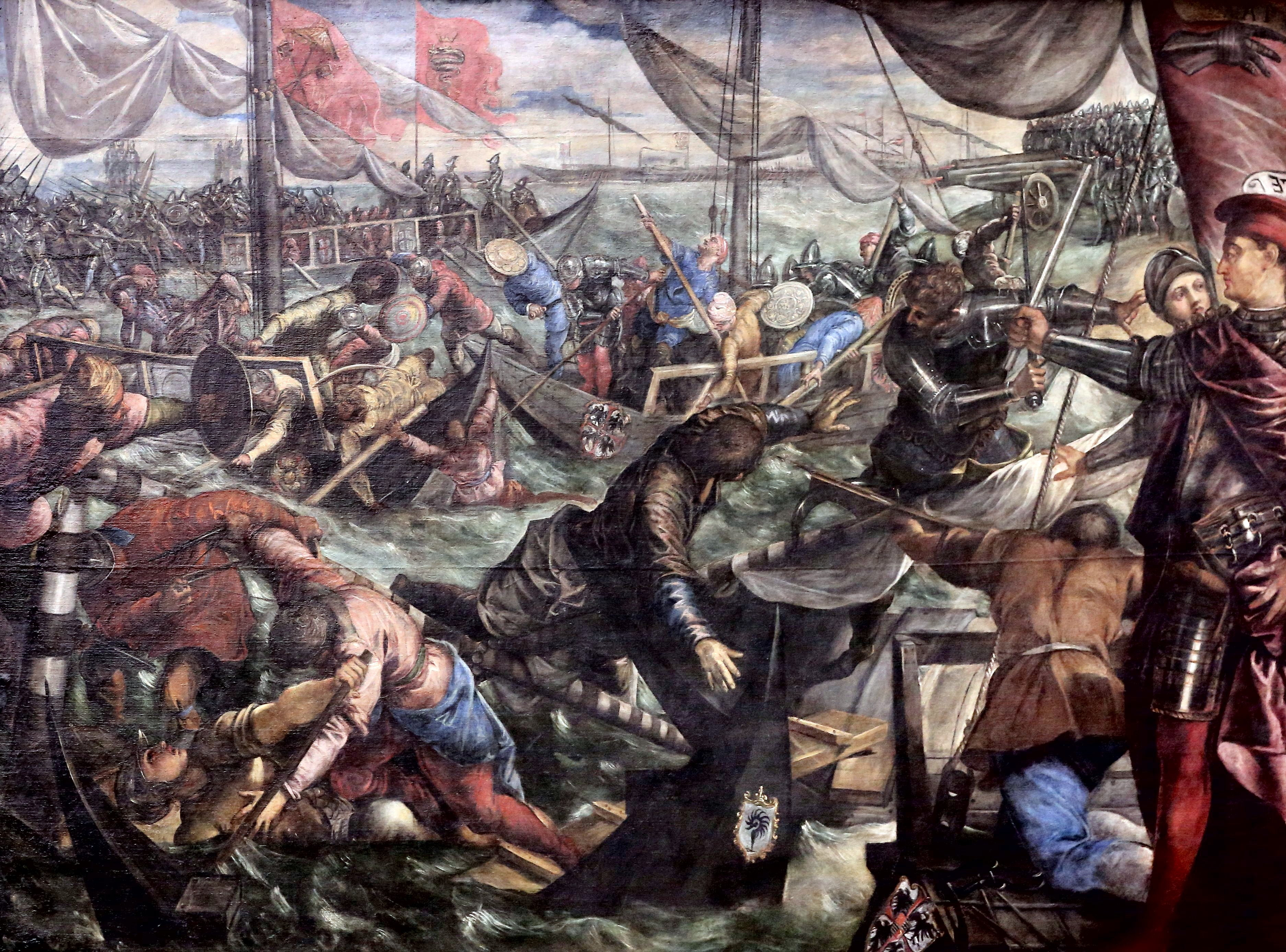
Ludovico II Gonzaga sconfigge i veneziani nella battaglia dell'Adige

L'evento raffigurato nella seconda tela è uno scontro avvenuto nel corso della guerra del 1438-1439 tra il duca di Milano Filippo Maria Visconti e la Repubblica di Venezia per il dominio della Lombardia orientale e del Lago di Garda. Durante questa contesa i veneziani compirono l'ardimentosa impresa di trasportare via terra una flotta dal fiume Adige al Lago di Garda che non avrebbero potuto raggiungere via acqua per lo sbarramento nemico. Impresa passata alla storia col nome di Galeas per montes.
La battaglia raffigurata nel secondo telero è relativa all'irruzione sull'Adige della flotta dei Gonzaga - clamorosamente schieratisi con i Visconti a dispetto dei loro precedenti legami con la Serenissima - che abilmente muovendo da Ostiglia raggiunse il fiume e sconfisse i veneziani.
Con una voluta falsificazione storica l'impresa militare è attribuita a Ludovico II Gonzaga ma in realtà fu condotta da suo padre Gianfrancesco. Quanto alle possibili spiegazioni di questa alterazione dei fatti si è supposto che nella biografia di Ludovico Gonzaga - abile politico e colto mecenate, ma non uomo d'armi - non fossero rintracciabili gloriose vittorie militari e quindi, a dispetto della verità, gliene si attribuì una del padre.

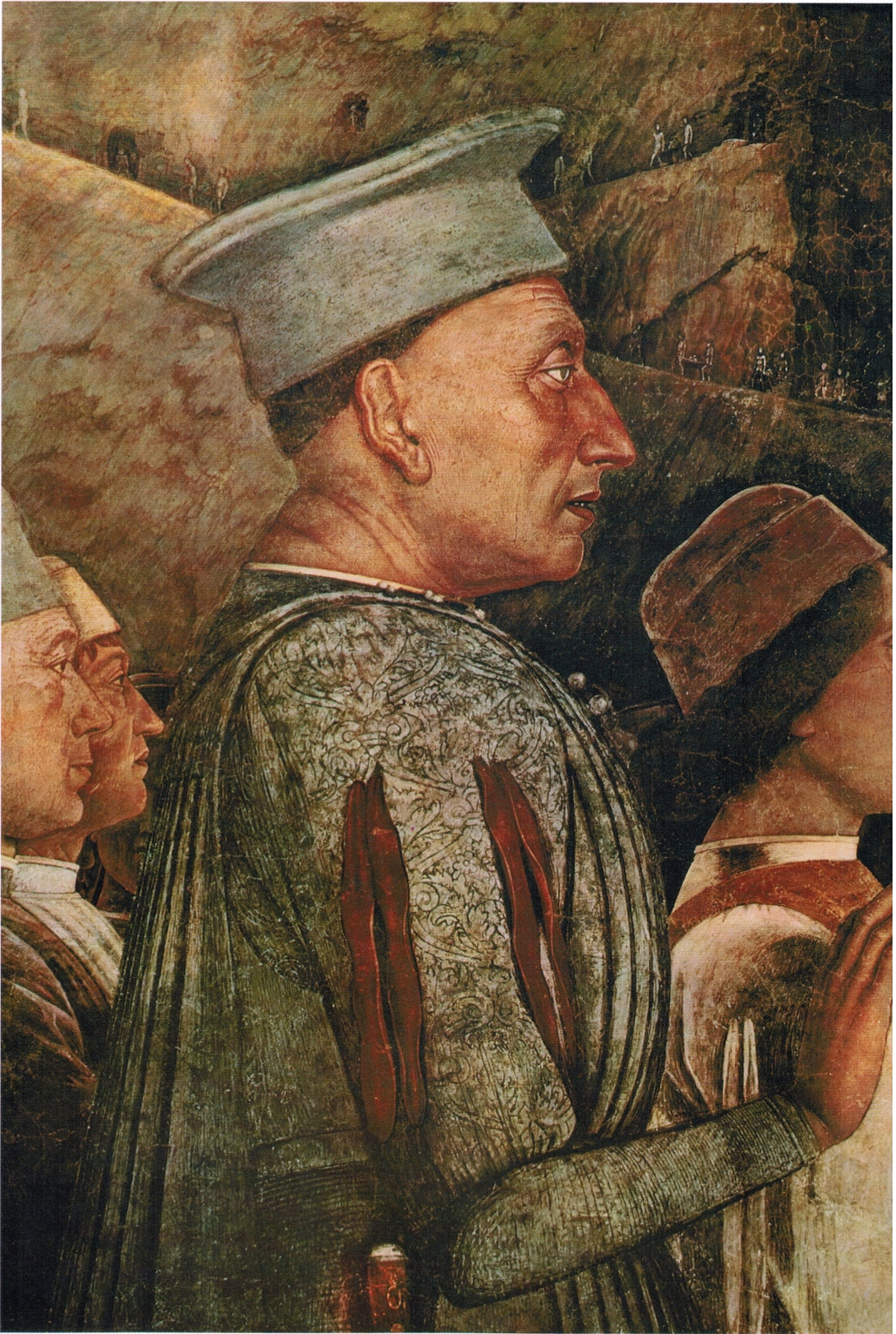
Andrea Mantegna, Ludovico II Gonzaga, particolare degli affreschi della Camera degli Sposi, 1465-1474, Mantova Palazzo ducale

Questa è l'indicazione data da Teodoro Sangiorgio: «Nel quadro del marchese Ludovico si pingerà come, essendosi opposto Andrea Donato et Girolamo Contarini al Picinino che voleva passar l'Adige per andare nel padovano, Ludovico Gonzaga, che favoriva le cose di Filippo Visconte, andò con un'armata di ventotto galleoni ch'egli teneva ad Hostia per le paludi che sono tra l'Adige et il Po et, fatti in puochissimo tempo diversi cavamenti con grossissimo numero di guastatori, si condusse vicino alli argini dell'Adige per la fossa del Panego puoco sopra Legnago che inteso dalli vinitiani fecero distendere longo dell'altra ripa il Melita con otto milla cavalli et quattro mila fanti et similmente le genti del Donato et essendo nel fiume dario Malipiero con trentacinque galleoni et il Molino con molte fuste per impedire ch'egli non traghettasse li suoi galleoni in esso fiume con l'aiutto de quali temevano che passasse le genti all'altra ripa, si misero contro il corso dell'acqua per andare alla detta bocca della fossa del Panego ad impedire l'entrata nel fiume. Ma egli distese molti pezzi d'artiglieria alla detta bocca con quali, quando scuoperse l'armata vinitiana, incominciò a salutarla et affondò et prese un galleone di quelli del Malipiero, da che egli, spaventato, si rittenne di passar più avanti. Il Molino s'affrettò di passare oltre la bocca della fossa colle sue fuste et fu seguito da cinque galleoni di quelli del Malipiero, onde restò l'armata vinitiana divisa in due parti et perciò priva di conseglio et di ardire di combattere. Il che conosciuto da Ludovico entrò animosamente nel fiume et sbaragliò detta armata, la quale fugì parte a segonda, parte contra l'acque, cossì egli pose le genti in terra le quali messero in fuga il Melita et il Donato, onde restato superiore in terra et in acqua, prese subbito Lignago et Porto in mezzo delli quali passa l'Adige. In questo quadro va il ritratto di Ludovico. Lo stendardo del generalato di Santa Chiesa et del duca di Milano. La sua impresa fu un guanto di ferro con il motto "Buena fe no es mutable"».

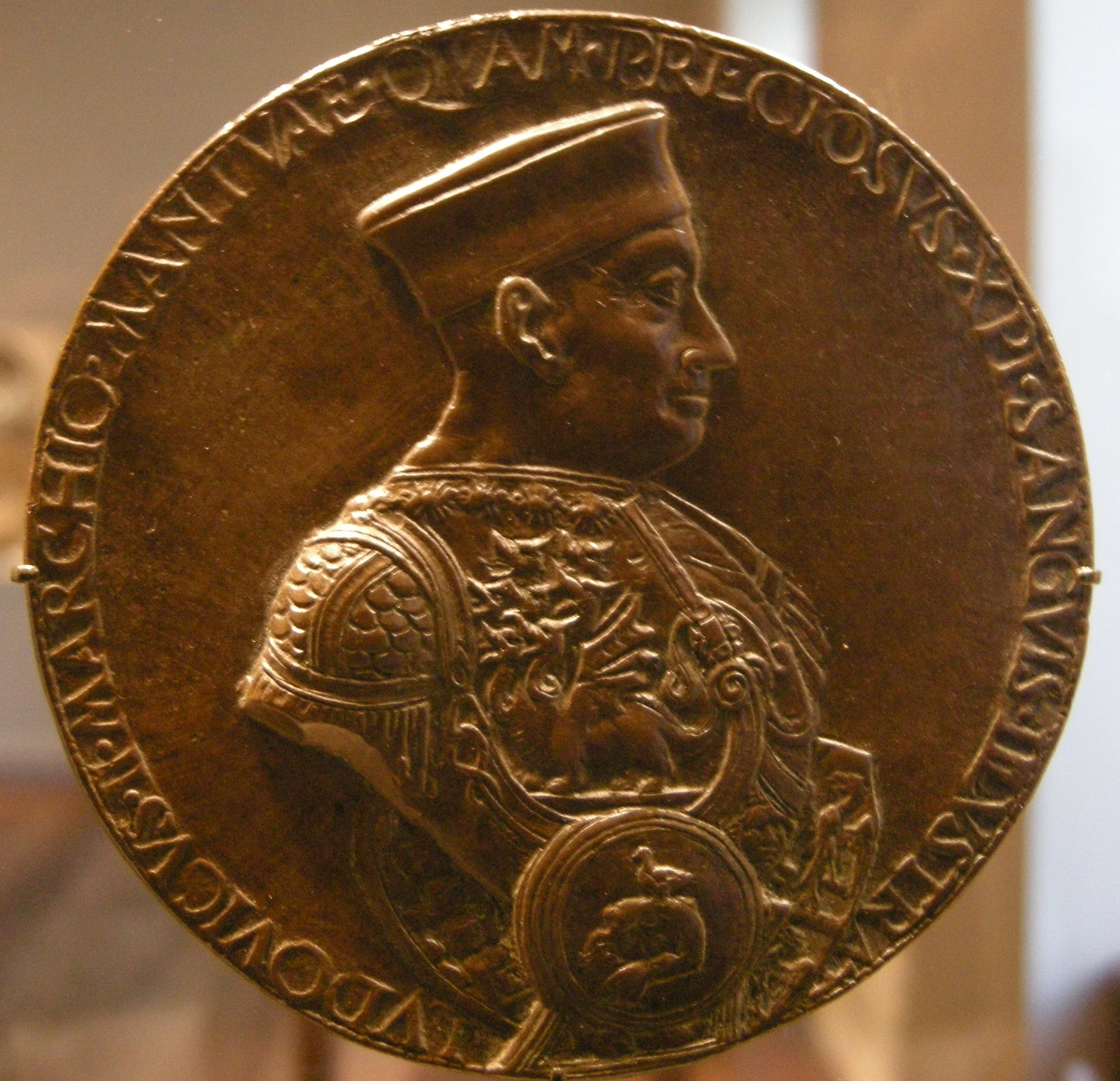
Bartolomeo Melioli, Ludovico II Gonzaga, 1475, Washington, National Gallery of Art

La lunga e dettagliata richiesta della committenza è sintetizzata dal pittore in una composizione che rende efficacemente la concitazione di una battaglia navale.
Ludovico Gonzaga è sulla destra, ritto sul ponte di poppa di un'imbarcazione: il gesto che egli compie con il bastone del comando sembra quasi dare teatralmente avvio al turbine che lo circonda. In primo piano vediamo alcuni soldati mantovani che dalla stessa ammiraglia si lanciano su una nave veneziana che già quasi affonda - come tale identificata dallo stemma del capitano Dario Maliperio - per farne strage dell'equipaggio.
Al centro, su un piano più arretrato, un'altra imbarcazione con le insegne dei Gonzaga va all'arrembaggio di una nave nemica travolgendo i soldati che la occupano. Sulla sponda destra del corso d'acqua è piazzata l'artiglieria lombarda che apre il fuoco per coprire lo sbarco sulla riva opposta
della fanteria caricata su una nave più grande, quasi in sfondo, su cui sventola un vessillo con il biscione dei Visconti.
Sullo stendardo dietro il Gonzaga si vede il guanto di ferro dell'impresa del marchese Ludovico richiesto dal Sangiorgio. Un po' spiazzante nel contesto dell'evento rappresentato appare il motto di questa impresa, cioè l'espressione in spagnolo Buena fe es non mudable (la lettera non è precisa sul punto): si tratta infatti di un'attestazione di fedeltà cavalleresca che in effetti stride col voltafaccia dei Gonzaga nei confronti dei veneziani avvenuto in occasione della guerra tra la Serenissima e i Visconti.
Possibile precedente ritrattistico da cui potrebbe derivare la figura del marchese che si vede nel telero del Tintoretto è indicato nel ritratto di Ludovico Gonzaga che compare nell'episodio, raffigurato nella Camera degli Sposi del Mantegna, relativo all'incontro tra lo stesso Ludovico e suo figlio, il cardinale Francesco Gonzaga. Altra ipotesi individua il modello nell'effige del secondo marchese di Mantova che appare su una medaglia Bartolomeo Melioli.

#### Federico I Gonzaga libera Legnano dall'assedio degli svizzeri

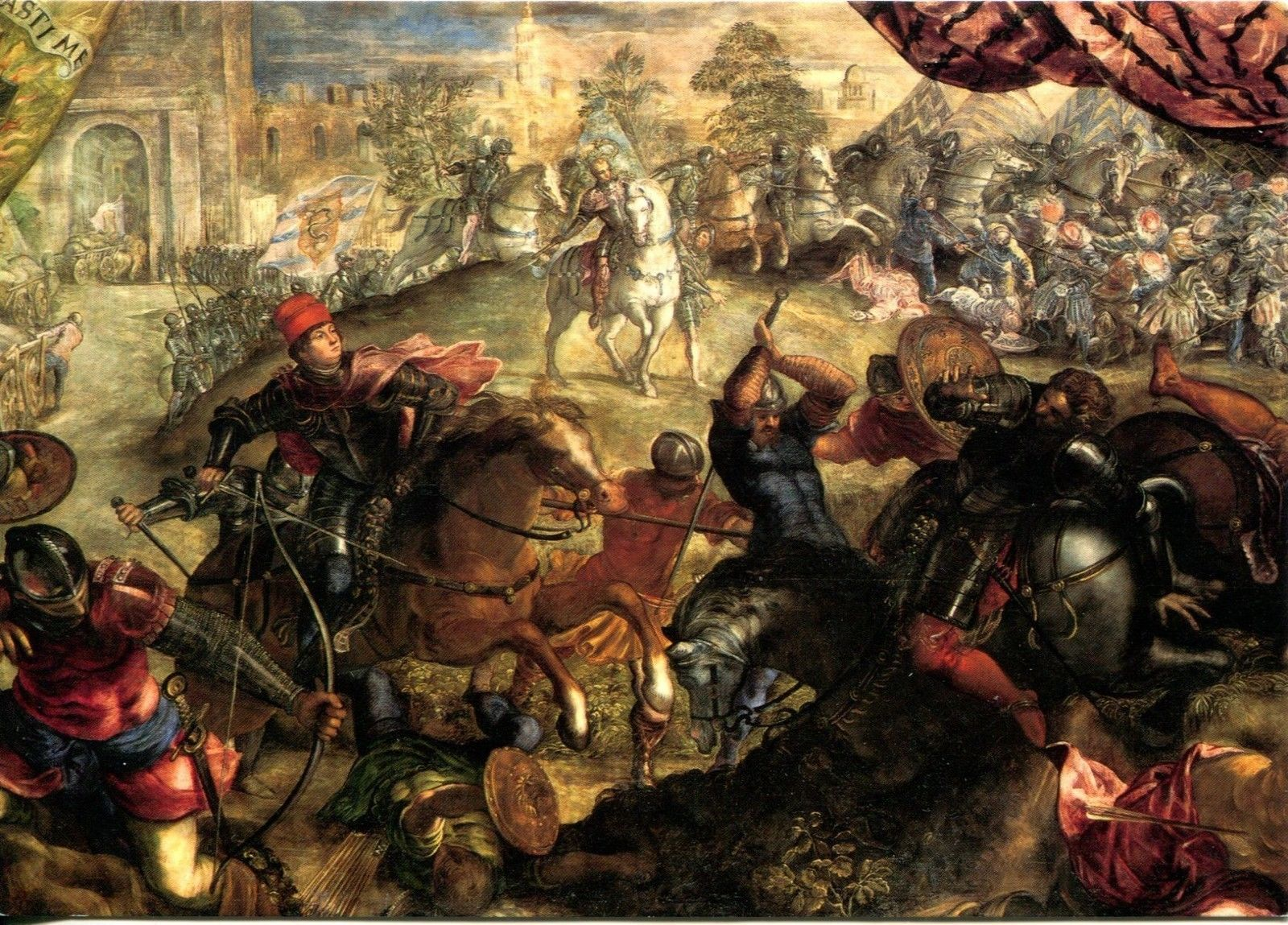
Federico I Gonzaga libera Legnano dall'assedio degli svizzeri

Questa fu l'indicazione di Sangiorgio per il terzo telero del ciclo dei marchesi: «Nel quadro del marchese Federico si pingerà come, essendo restato il duca di Milano picciolo in governo della madre et raccomandato dal padre al marchese Federico suo capitano generale de gli huomini d'arme, callarono li svizzeri per la via di Como all'assedio di Legnano terra d'esso duca, onde chi haveva di lui governo n'avisò subbito il marchese, il quale posto in essere le sue genti d'arme et molta fanteria, andò a quella volta et fece levare li svizzeri dall'assedio che se ne ritornarono alle loro case. In questo quadro va ritratto il marchese Federico. Le insegne devono essere con l'arme Visconte. La sua impresa fu un crociolo pieno di verghe d'oro posto a fuoco con il motto “Probasti me”».
I fatti cui si riferisce il dignitario della corte mantovana riguardano la guerra che fu occasionata dalla Congiura de' Pazzi, avvenuta a Firenze nel 1478. La feroce repressione messa in atto da Lorenzo il Magnifico dopo la congiura suscitò la reazione del papa Sisto IV che strinse un'alleanza con il re di Napoli per muovere guerra a Firenze. In soccorso di Lorenzo si mossero vari stati italiani tra i quali il ducato di Milano che in quel tempo, dopo la morte Galeazzo Maria Sforza, era affidato alla reggenza di sua moglie Bona di Savoia, essendo il figlio del defunto duca, Gian Galeazzo Maria Sforza, ancora un bambino.
Sisto IV, al fine di indebolire il fronte avversario, sobillò gli svizzeri affinché questi aprissero le ostilità con il ducato sforzesco: il piano del papa mirava a far sì che i milanesi, aggrediti sul proprio territorio, distogliessero le loro forze dalla Toscana, depotenziando così lo schieramento che difendeva Firenze.

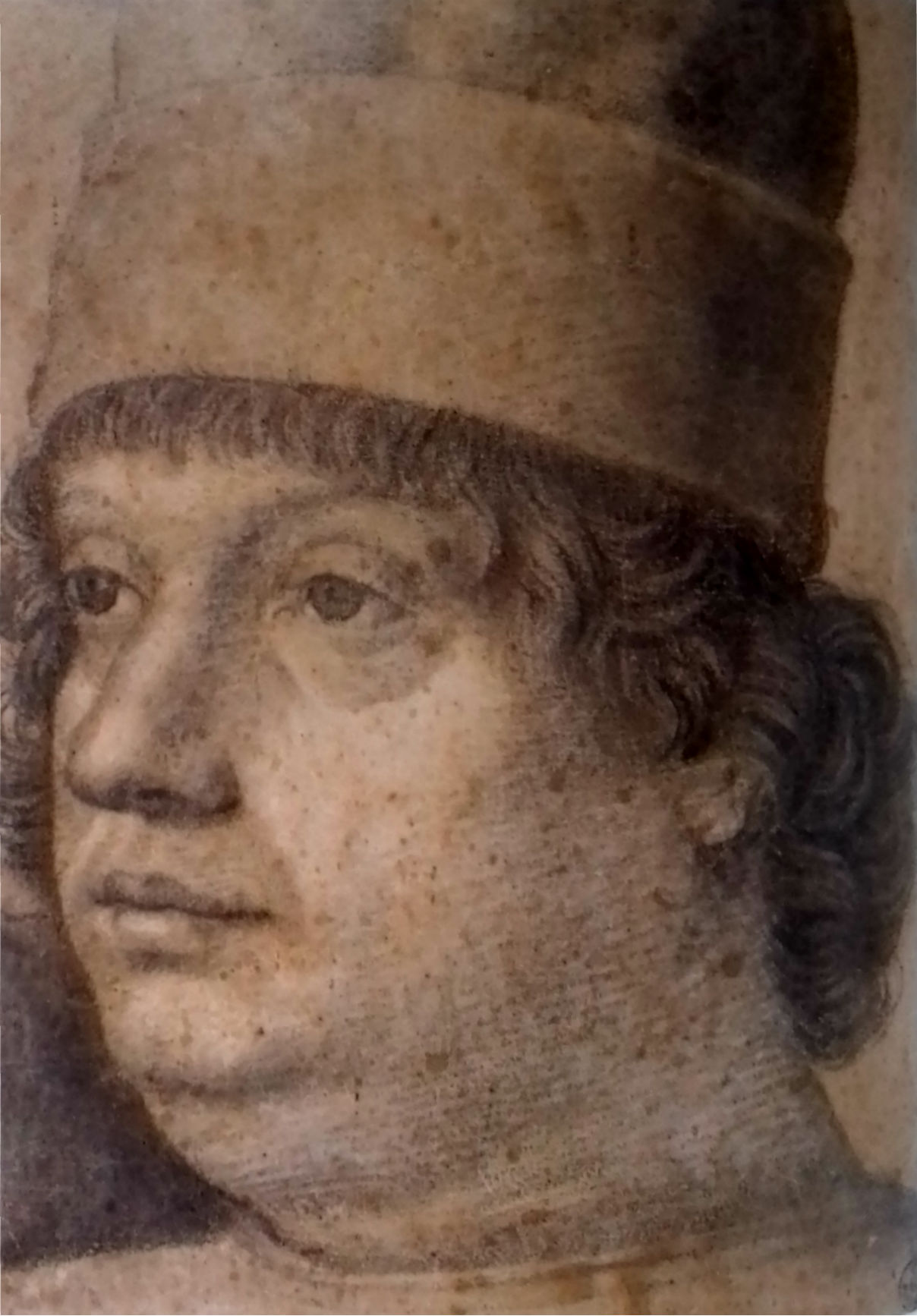
Francesco Bonsignori, Federico I Gonzaga, 1490-1505, Firenze, Uffizi

Nell'indicazione per il Tintoretto il Sangiorgio si riferisce, quale teatro dell'evento che voleva fosse raffigurato, alla città lombarda di Legnano e con ogni probabilità la fonte da cui riprende questa ambientazione è la Chronica de Mantua di Mario Equicola - umanista dell'entourage di Federico II Gonzaga -, testo dato alle stampe negli anni venti del Cinquecento. Dubbia però è l'esattezza del luogo dell'assedio riferito dall'Equicola posto che altre fonti su questo conflitto tra svizzeri e milanesi - detto anche guerra di Giornico dal nome della battaglia conclusiva che assegnò la vittoria agli elvetici - collocano l'accerchiamento risolto dall'intervento di Federico I Gonzaga piuttosto nel Canton Ticino, allora facente parte del ducato di Milano: in alcuni casi la città assediata è individuata in Lugano, altre fonti collocano l'evento a Bellinzona.
Sia come sia, la sostanza dei fatti è che gli svizzeri, istigati dalla fazione anti-medicea, misero sotto assedio una città parte dei possedimenti ducali e Bona di Savoia ordinò a Federico I Gonzaga, capitano delle armi degli Sforza, di muoversi per disperdere gli assalitori. A dispetto dell'enfasi data all'impresa nel quadro del Robusti - dove vediamo il marchese di Mantova caricare il nemico con la spada sguainata - i fatti ebbero in verità uno svolgimento molto meno epico: gli svizzeri, avuta notizia della deliberazione di inviare il Gonzaga in soccorso degli assediati, si ritirarono prima ancora che questi raggiungesse il luogo delle operazioni.

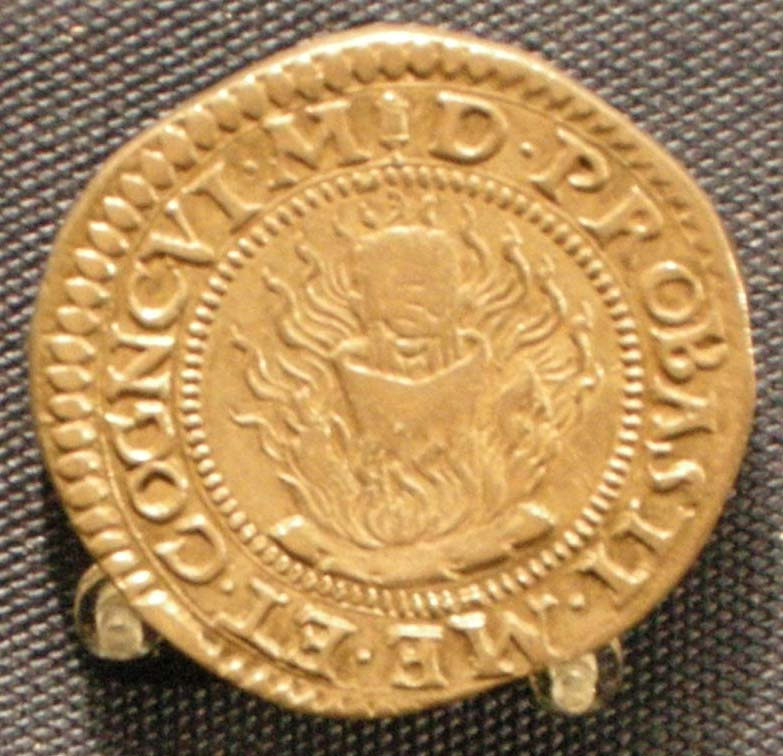
Ducato fatto coniare da Francesco II con l'impresa del crogiolo con le verghe d'oro e il motto Probasti me Domine et cognovisti

Anche in questo caso, come nel telero precedente, assistiamo pertanto, se non proprio ad una falsificazione, ad una mistificazione della realtà storica e analoghe potrebbero essere le ragioni di questa scelta: anche nella biografia del terzo marchese Gonzaga non si trovano clamorosi fatti d'arme e quindi fu forse giocoforza per il Sangiorgio enfatizzare un evento in sé di scarso rilievo militare.
L'immaginaria battaglia è così raffigurata dal Tintoretto: l'esercito guidato dal Gonzaga, identificato dalle insegne con il biscione milanese, sta travolgendo le truppe elvetiche; in primo piano, sulla destra, lo stesso marchese lanciato al galoppo si accinge ad assestare il colpo mortale ad un nemico il cui cavallo è stato già atterrato dalla lancia di un fante lombardo. Più al centro l'armata sforzesca, con un'azione che si proietta verso la destra della tela, incalza l'accampamento degli assedianti (se ne vedono le tende) mettendo in fuga gli svizzeri riconoscibili dai berretti rossi. Attraverso la porta della città, ormai libera dall'assedio, entrano i carri dei soccorritori.
Due bandiere agli angoli in alto sembrano quasi le tende di un sipario che si apre sulla vittoria del marchese di Mantova. Su quella del lato sinistro si legge il motto: Probasti me e si intravede un crogiolo con l'interno delle verghe d'oro. L'impresa delle verghe d'oro nel crogiolo accompagnata dal motto che per intero recita Probasti me Domine et cognovisti non appartenne però a Federico I Gonzaga ma a suo figlio Francesco II, emblema che il quarto marchese di Mantova scelse dopo la battaglia di Fornovo, che è il tema dell'ultimo telero della Sala dei Marchesi: evidentemente il conte Sangiorgio commise un errore nell'indicazione data al pittore.
Le sembianze di Federico I Gonzaga che si vedono nel terzo telero sono molto vicine al volto del marchese effigiato in un disegno di Francesco Bonsignori conservato agli Uffizi: è presumibile che tanto questo disegno quanto il ritratto del quadrone di Tintoretto derivino da un comune modello perduto.

#### Francesco II Gonzaga alla battaglia del Taro

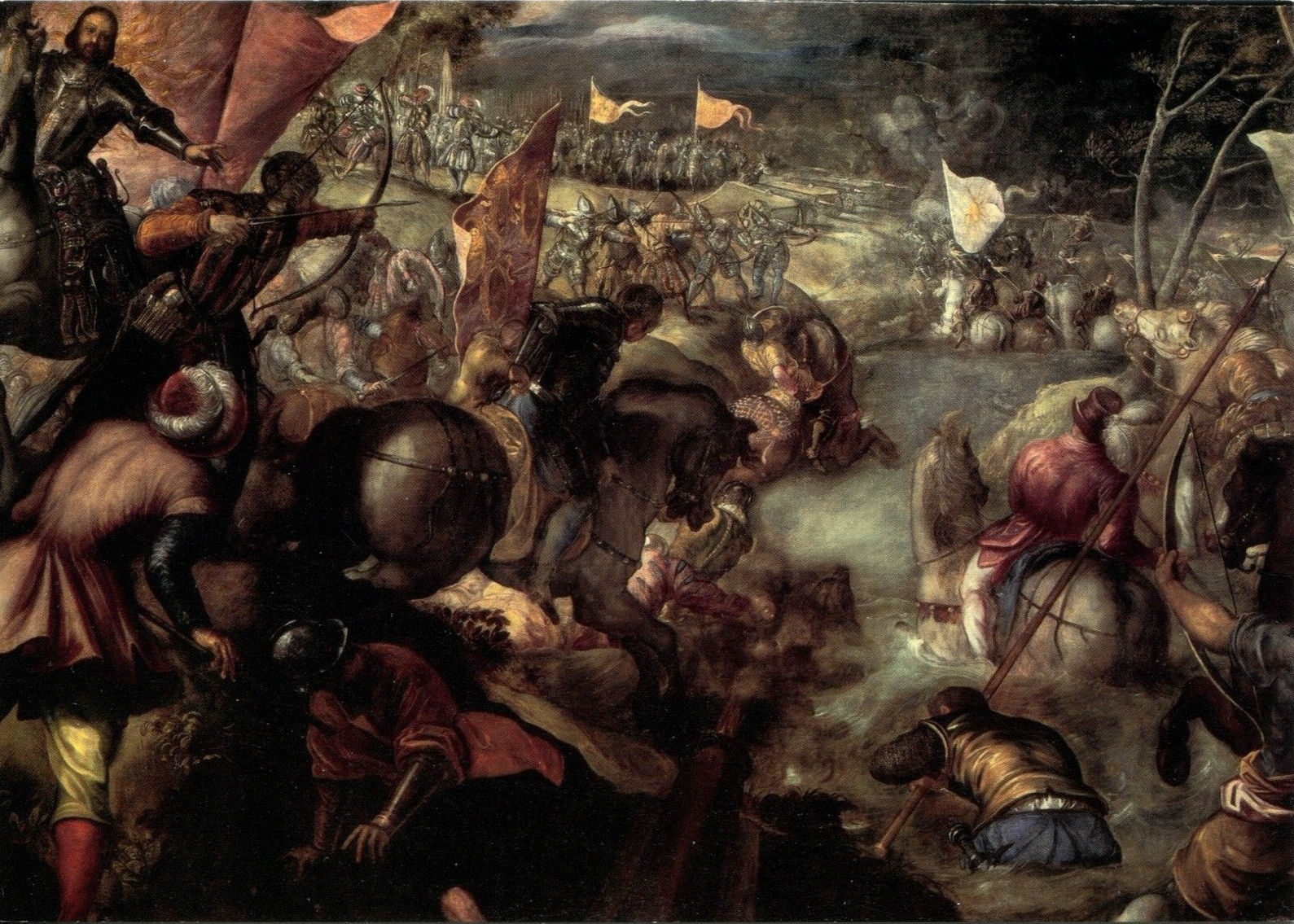
Francesco II Gonzaga alla battaglia del Taro

Per il quarto telero così dispose il Sangiorgio: «Nel quadro del marchese Francesco si pingerà la giornata fatta al Taro o sia Giarolla contro il re Carlo nel modo che la descrive il Giovio. S'ha in questo quadro da ritrar il detto marchese. L'insegne hanno da essere con le arme della lega la quale fu di Papa Alessandro VI, Alfonso re di Napoli, vinitiani, Ludovico Sforza, ma principalmente de vinitiani de' quali era generale. L'impresa sua fu il sole».
L'evento cui fa riferimento il conte è la battaglia di Fornovo, scontro che ebbe luogo il 6 luglio 1495 sulle rive del fiume Taro nei pressi del passo della Cisa.
La battaglia vide contrapposte le armate del re di Francia Carlo VIII e le truppe di Venezia, dello Stato della Chiesa e del ducato di Milano riunitesi in una Lega, detta Lega Santa per l'adesione alla stessa del papa Alessandro VI Borgia.

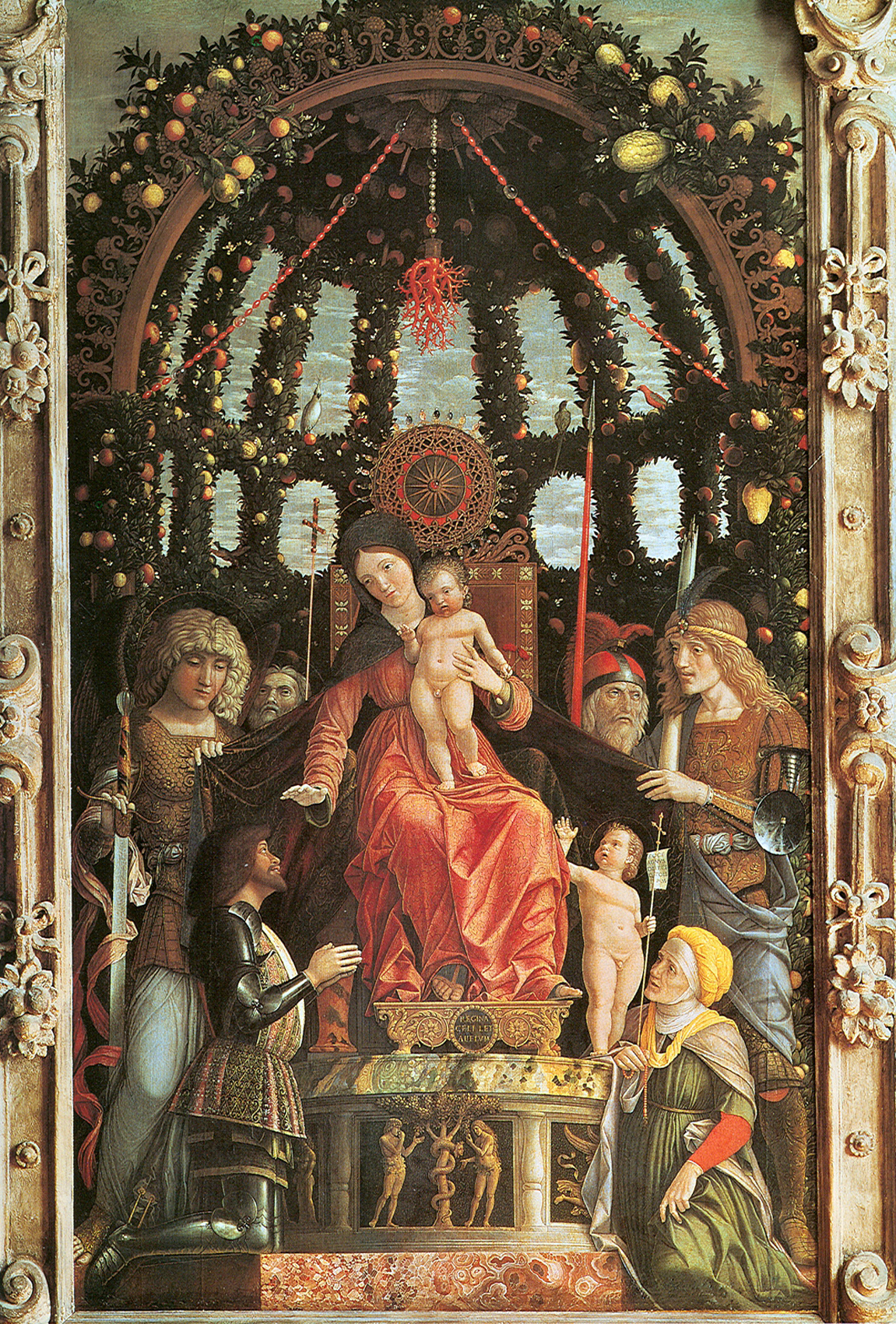
Andrea Mantegna, Madonna della Vittoria, 1495-1496, Parigi, Louvre. In ginocchio a sinistra Francesco II Gonzaga

Carlo VIII era calato in Italia nel 1494 - e fu l'inizio delle Guerre d'Italia - dirigendosi alla volta di Napoli che conquistò con grande facilità sottraendola alla dinastia Aragonese. Ottenuto questo successo il re di Francia decise di fare ritorno a Nord: fu proprio durante la ritirata francese che la Lega decise di dare battaglia ai transalpini sulle sponde del Taro, fiume che l'esercito di Carlo avrebbe dovuto attraversare per proseguire verso Settentrione. Al comando delle truppe della Lega italiana vi era il marchese di Mantova Francesco II Gonzaga, capitano dell'armata veneziana.
La battaglia del Taro fu in pratica un nulla di fatto: la Lega non riuscì a fermare la marcia dei francesi né le perdite subite da Carlo VIII compromisero in modo sostanziale la potenza del Valois.

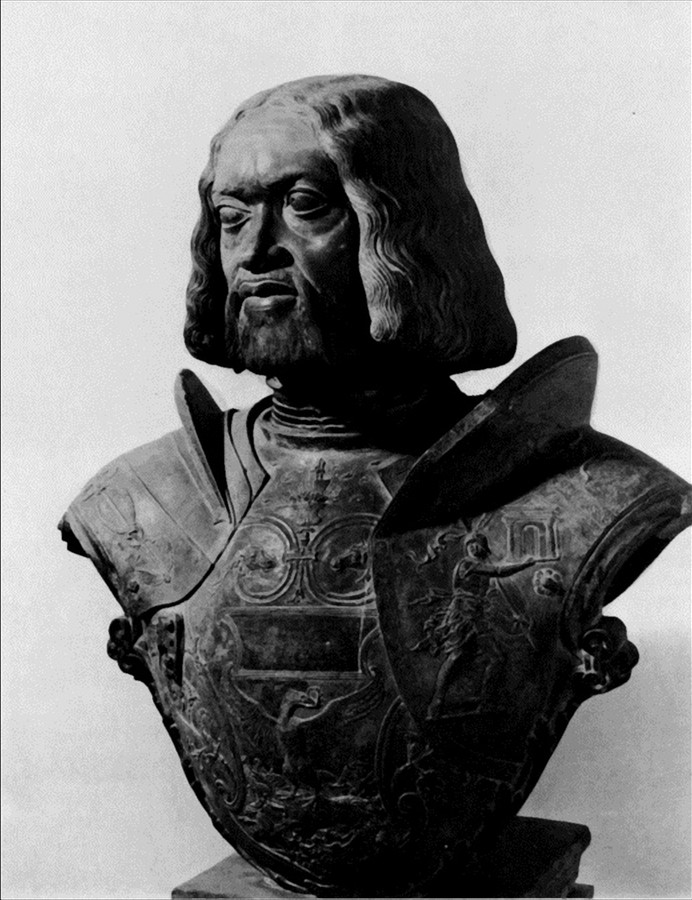
Gian Cristoforo Romano, Busto di Francesco II Gonzaga, 1499 circa, Mantova, Palazzo ducale

Cionondimeno da parte italiana, e in specie veneziana, si cercò di far apparire questo scontro come una vittoria. Lo stesso Francesco Gonzaga naturalmente fu in prima linea in queste manifestazioni propagandistiche e per celebrare il suo personale successo fece costruire a Mantova una chiesa dedicata, per l'appunto, a Santa Maria della Vittoria. La pala dell'altar maggiore della nuova chiesa - che ora si trova al Louvre - venne commissionata al Mantegna e dedicata anch'essa alla vittoria di Fornovo: qui compare lo stesso marchese, in armatura, che riceve la benedizione della Vergine.
Scarne in questo caso le indicazioni date dal Sangiorgio ai fini della raffigurazione dei fatti che a questo scopo rinvia alla descrizione della battaglia del Taro fatta dallo storico Paolo Giovio. Il Giovio infatti nel trattato Istorie del Suo Tempo (1560) racconta in dettaglio (Libro II) lo svolgimento dello scontro, evidenziando in particolare il valore e il coraggio dimostrati dal marchese di Mantova, personalmente espostosi al fuoco nemico tanto che più volte nel corso della tenzone il suo destriero fu abbattuto dal tiro francese.
Il momento immortalato dal Tintoretto vede il Gonzaga, a cavallo sulla sinistra, che, spalle al nemico, raccoglie le sue truppe, attestate sulla riva destra del Taro, per lanciarle all'attacco dei francesi, schierati sulla riva opposta. La cavalleria della Lega guada quindi il fiume - azione che, come racconta il Giovio, si rivelò particolarmente difficoltosa per l'insolita forza delle acque del Taro - e si accinge a caricare i francesi benché questi si trovino in posizione di vantaggio, acquartierati su un'altura (altro dettaglio che corrisponde alla descrizione del Gioivo) dalla quale hanno facile tiro sugli attaccanti (ed invero le perdite umane della Lega furono ingenti, assai superiori ai caduti di parte transalpina).
Alle spalle del Gonzaga sventola un grande vessillo su cui campeggia un sole raggiante, suo emblema, simbolo araldico che compare anche sulla corazza del marchese di Mantova.
Il modello dal quale deriva l'effige del marchese sembra risalire ad un busto in terracotta di Francesco Gonzaga attribuito a Gian Cristoforo Romano.

### Sala dei Duchi

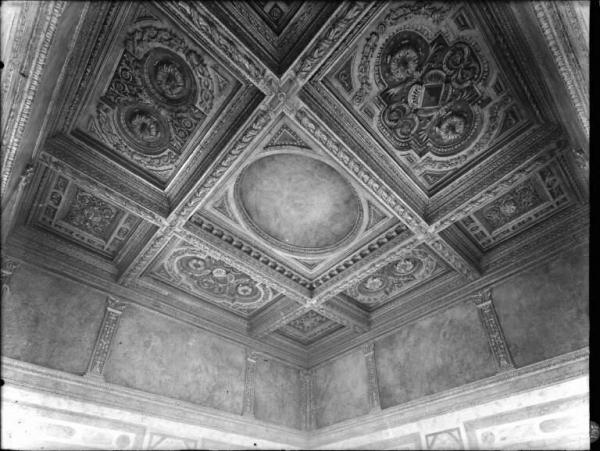
La Sala dei Duchi

Nella seconda parte dei Fasti sono inscenate le vicende di membri del casato che si fregiarono del titolo ducale e ben tre dei quattro episodi raffigurati hanno per tema le gesta del primo duca Gonzaga, cioè Federico II, padre del committente Guglielmo Gonzaga. 

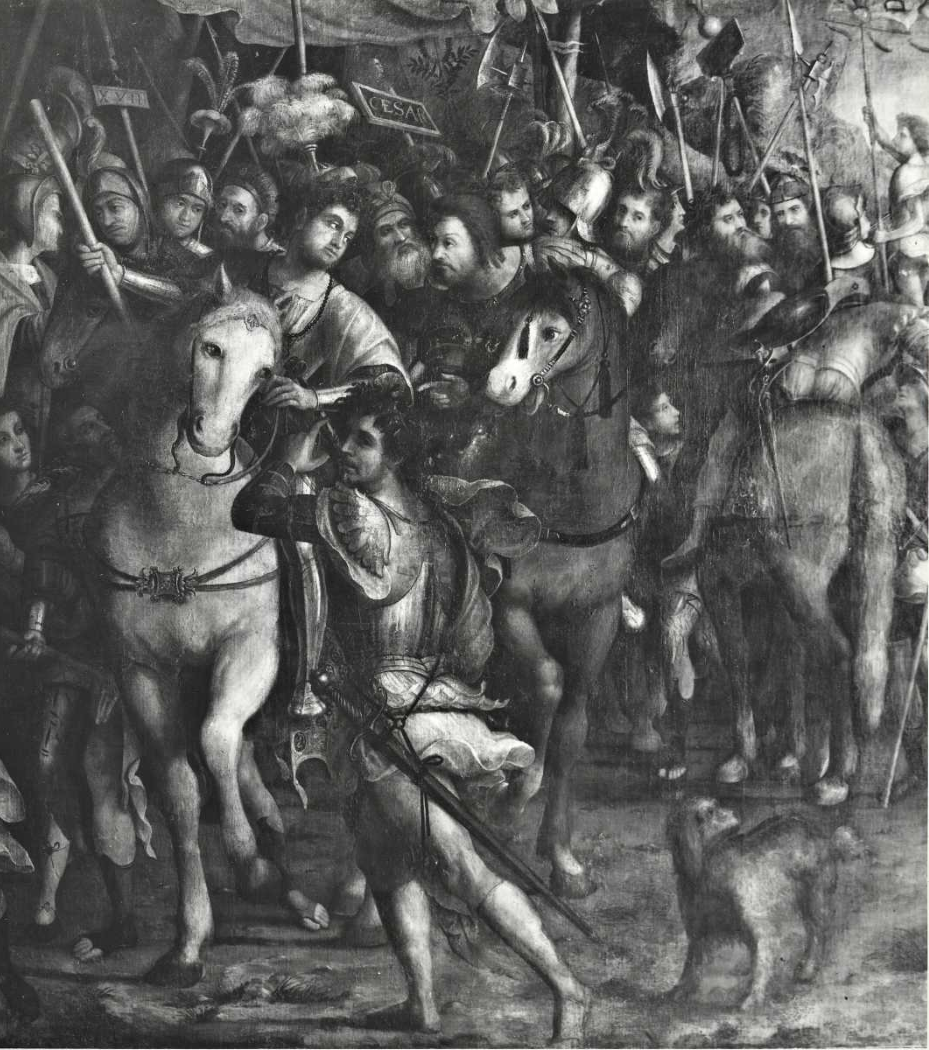
Lorenzo Costa il Vecchio, Investitura di Federico II Gonzaga a capitano della Chiesa, 1522, Praga, Národní galerie. Particolare con il ritratto di Federico Gonzaga

In verità tutte le imprese di Federico II Gonzaga messe su tela dal Tintoretto sono relative a fatti antecedenti alla sua elevazione al rango ducale (avvenuta nel 1530): si tratta in particolare di alcune vittorie conseguite da Federico nell'ambito della cosiddetta quarta guerra d'Italia (1521-1526), cui il futuro duca di Mantova partecipò in qualità di comandante generale delle armate pontificie, incarico conferitogli nel 1521 da Leone X anche grazie ai buoni uffici di Baldassarre Castiglione, ambasciatore mantovano a Roma. Questa fase delle Guerre d'Italia è segnata dalla ripresa delle ostilità nella Penisola per iniziativa del re di Spagna ed imperatore Carlo V, cui il papa si alleò, per spodestare i francesi dal ducato di Milano.
Possibile prototipo per l'immagine Federico II Gonzaga che si vede nelle tre tele dedicategli si trova nel ritratto equestre del condottiero effigiato nella grande tela - che celebra proprio la sua investitura a capitano della Chiesa - realizzata nel 1522 da Lorenzo Costa il Vecchio, dipinto un tempo a Mantova ed ora conservato presso la Národní galerie di Praga.
Come si evince dall'osservazione dell'ambiente, nella Sala dei Duchi, oltre alle tele del Tintoretto, vi erano anche altri dipinti: gli spazi vuoti delle pareti, che un tempo ospitavano i quadri, fanno infatti pensare che a fianco di ciascuno dei grandi teleri del maestro veneziano vi fossero altri due dipinti di dimensioni minori. Queste ulteriori tele sono però perdute né si conosce alcuna fonte che testimoni cosa esse raffigurassero.
Anche per le storie dei duchi una lettera di Teodoro Sangiorgio, del 1579, contiene la descrizione degli eventi che il Tintoretto avrebbe dovuto raffigurare: la missiva però si riferisce ai soli primi tre dipinti; per la quarta ed ultima tela del ciclo non ci sono giunte le istruzioni impartire al Robusti che tuttavia è presumibile siano state, anche in questo caso, formulate ed inviate all'artista.
In questo caso però, per ovviare all'inconveniente occorso per le storie dei marchesi, che, come rilevato, comportarono la richiesta della committenza di apportare una serie di modifiche alle composizioni già licenziate, per il ciclo dei duchi venne richiesto al Tintoretto di realizzare, sulla base delle indicazioni della corte mantovana, dei bozzetti preliminari dei teleri (nessuno di essi è giunto sino a noi, probabilmente si trattava di disegni), da sottoporre al preventivo assenso del Sangiorgio e dello stesso Guglielmo Gonzaga.

#### Federico II Gonzaga conquista Parma

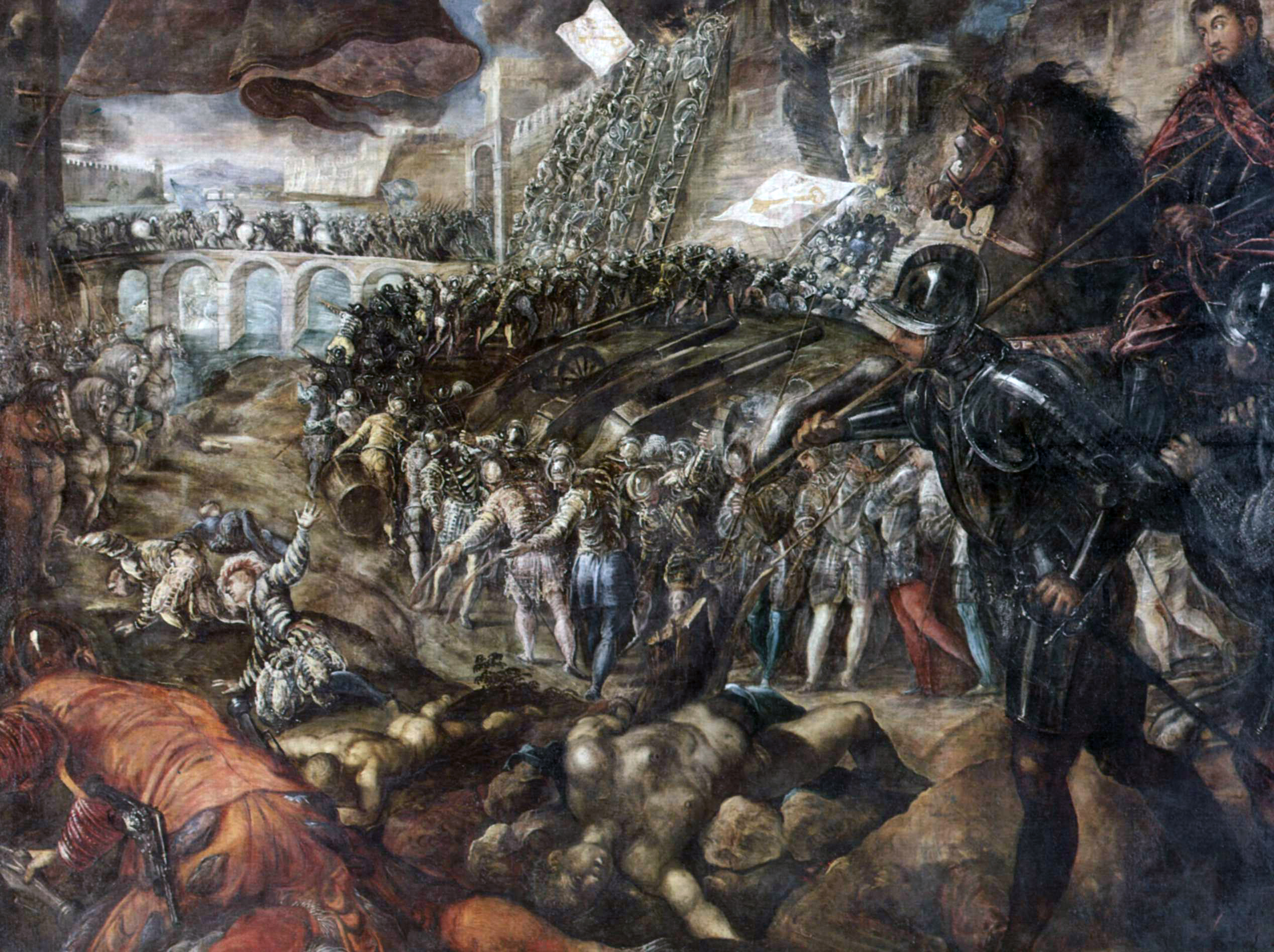
Federico II Gonzaga conquista Parma

In cambio dell'adesione al progetto spagnolo di invasione del ducato milanese il papa Leone X ottenne l’impegno imperiale a favorire l’aspirazione pontificia di estendere i propri domini in Emilia. La prima città che ne fece le spese fu Parma che al tempo era anch'essa parte del ducato di Milano ed era quindi occupata dai francesi che dal 1515 avevano ripreso il controllo dello stato sforzesco.
Il primo telero della serie dei duchi è quindi dedicato alla conquista di Parma da parte delle truppe imperial-pontificie, avvenuta nell'agosto del 1521: il comandante in capo dell'intera armata era Prospero Colonna, l'esercito asburgico era guidato da Ferrante d'Avalos, marchese di Pescara, e capitano delle armi pontificie era Federico II Gonzaga.

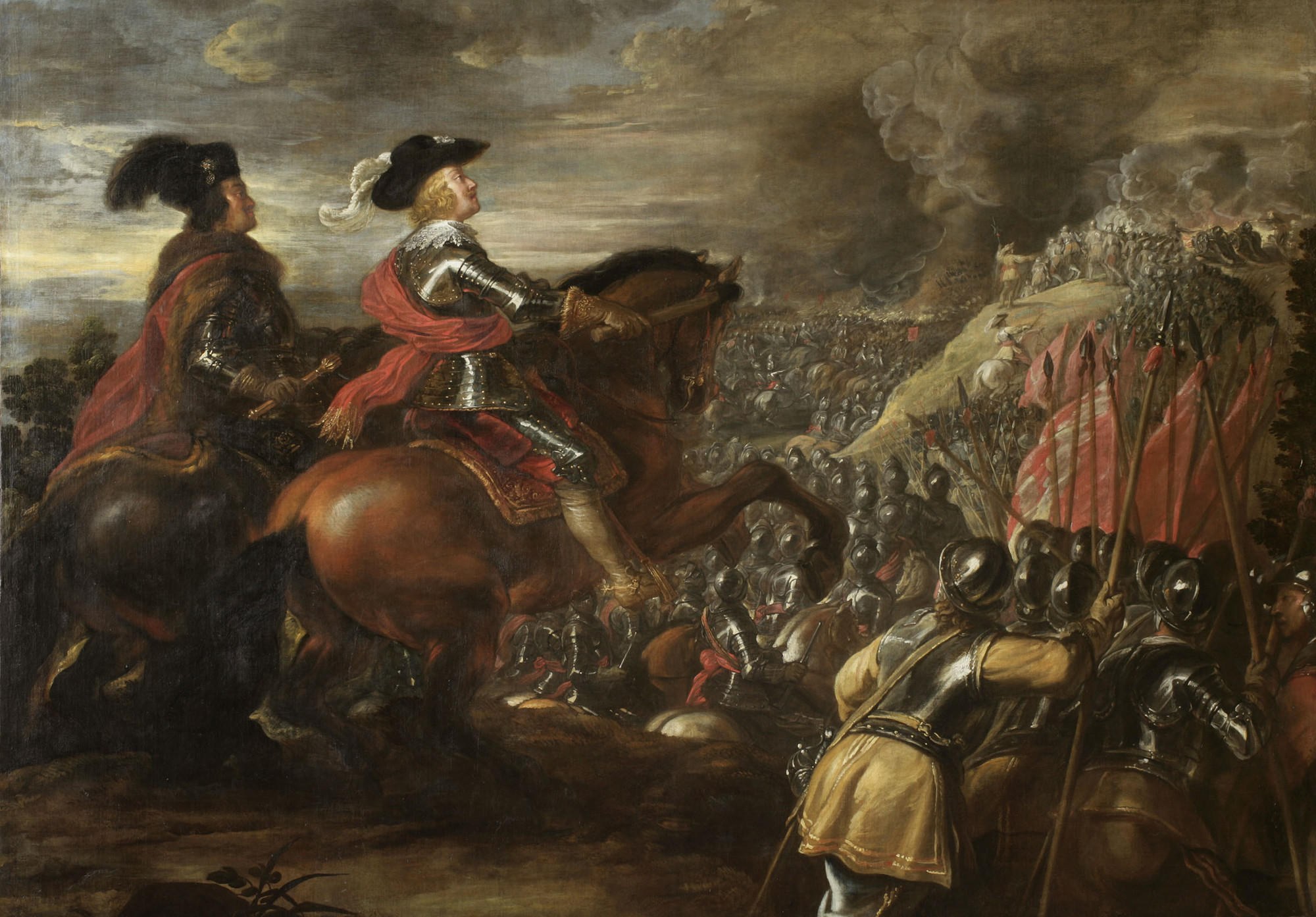
Rubens e Jan van den Hoecke, Battaglia di Nördlingen, 1635, Windsor Castle, Royal Collection

Il Sangiorgio così volle che i fatti di Parma fossero raffigurati dal Tintoretto: «Il quale duca Federico, havuto il soditto generalato [cioè il comando dell'esercito pontificio] andò a campo sotto Parma in compagnia di Prospero Colonna et del marchese di Pescara, generali dell'esercito imperiale, et battendola ne prese la parte posta oltra il ﬁume verso Piacenza. Onde il primo quadro potrà contenere questa fatione mostrando la città battuta, la presa di essa per la batteria et li francesi posti in fuga che si riducono, nell'altra parte della città posta, oltre il detto ﬁume».
Coerentemente all'indicazione del conte mantovano, i luoghi della battaglia sono accuratamente descritti nel telero e certamente al pittore furono a tal fine fornite, per questa come per altre raffigurazioni urbane che appaiono nel ciclo, riproduzioni grafiche dei luoghi di svolgimento delle scene da dipingere.

La città di Parma infatti aveva un peculiare sistema murario: le due parti in cui essa è divisa dal torrente Parma erano difese ognuna da una propria cinta muraria e comunicavano tra loro attraverso dei ponti che si aprivano nelle mura stesse. 

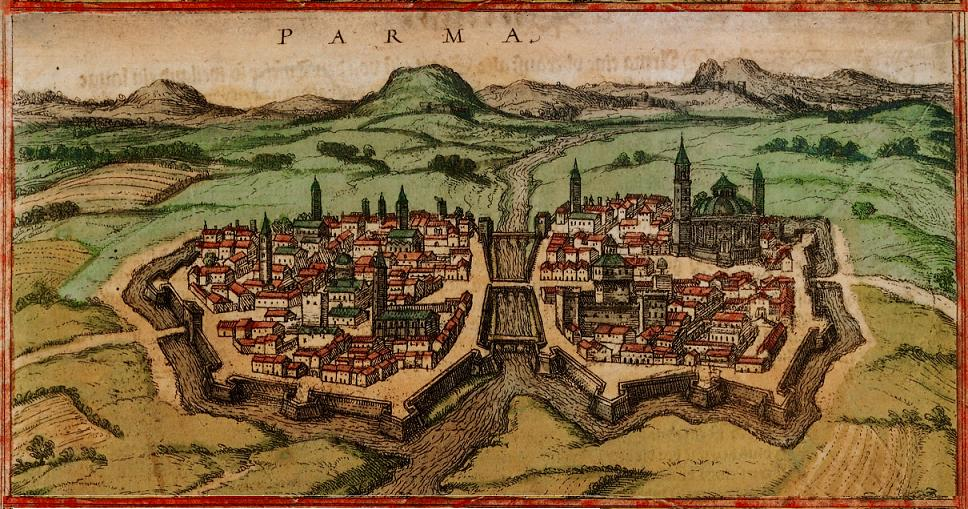
Parma nel Cinquecento

L'attacco guidato dal Gonzaga, a cavallo sulla destra mentre dirige le operazioni, messo in scena dal Tintoretto viene portato da una delle rive fluviali: la batteria d'artiglieria qui piazzata ha aperto una breccia in uno dei due settori murari e i fanti dell'esercito imperial-pontificio, che vediamo sventolare dei grandi stendardi con la tiara papale e le chiavi di san Pietro, passano attraverso l'apertura. Altri assedianti stanno scavalcando le mura con delle scale. La parte della città aggredita dal Gonzaga è quindi prossima a cadere e infatti i francesi, riconoscibili dalle bandiere con i gigli d'oro su campo azzurro, si danno alla fuga attraverso un ponte per rifugiarsi nell'altra parte della città, oltre il torrente. L'attraversamento del ponte però espone i fuggitivi al tiro nemico. Una batteria di archibugieri attestata sulla riva spiana le armi e apre il fuoco sui transalpini: nel fiume cadono cavalli e soldati falciati dalle scariche degli imperiali.

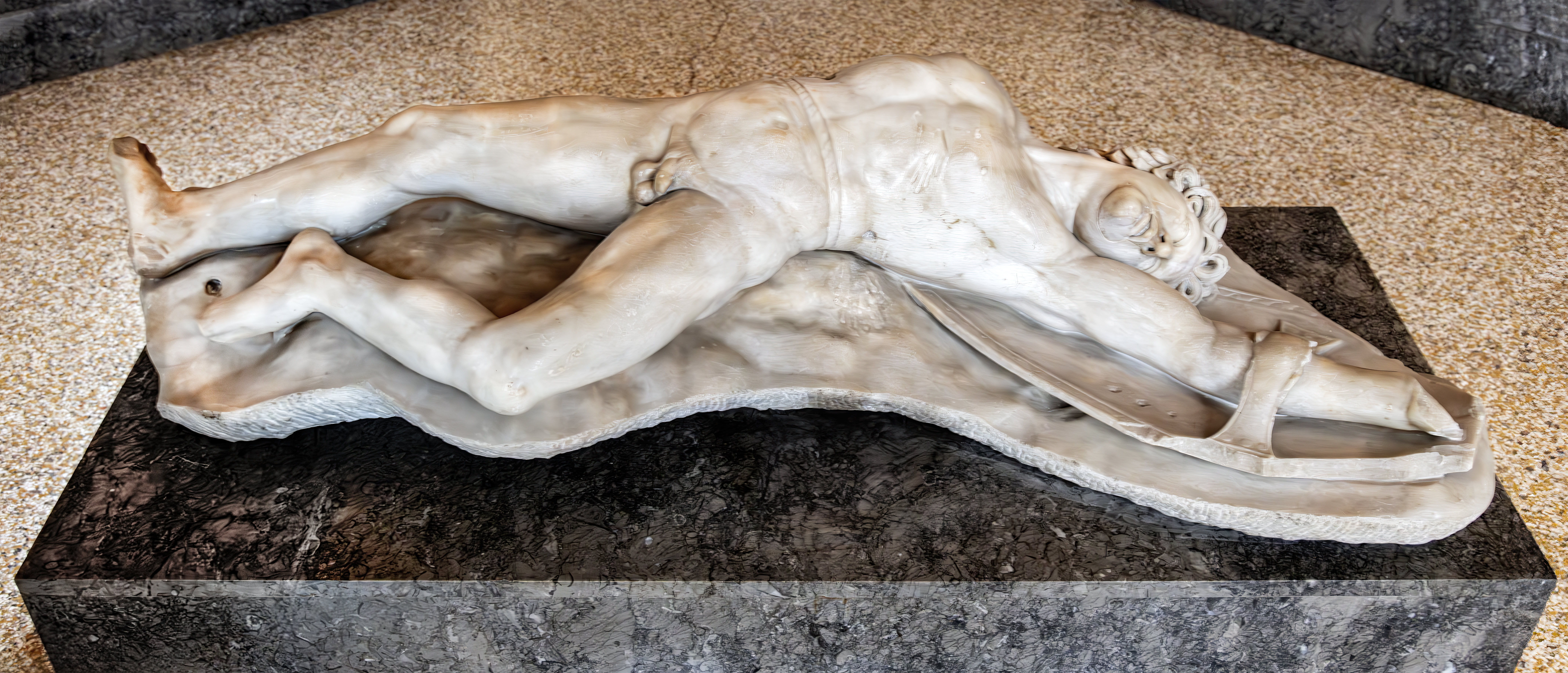
Galata morto, II-III secolo d.C., Venezia, Museo archeologico

La presa di Parma del Tintoretto è stata ritenuta fonte di influenza per la Battaglia di Nördlingen eseguita da Jan van den Hoecke ma ideata da Rubens quale parte dell'apparato decorativo elevato ad Anversa nel 1635 per l'ingresso trionfale nella città fiamminga del cardinale ed Infante di Spagna Ferdinando d'Asburgo (Pompa Introitus Ferdinandi). Rubens ebbe evidentemente modo di vedere e studiare in gioventù i Fasti del Robusti quando, un paio di decenni dopo la collocazione del ciclo in Palazzo ducale, si trovò a Mantova in qualità di pittore di corte del duca Vincenzo Gonzaga. La sua battaglia di Nördlingen, in particolare, riprenderebbe dalla tela del Robusti la suddivisione della composizione in due parti, una in primissimo piano con i comandanti a cavallo, e l'altra in lontananza dove una moltitudine di soldati incalza il nemico muovendo verso l'alto.
Nel soldato nudo giacente caduto sotto il fuoco nemico, al centro della composizione, si scorge una citazione classica, essendo questa figura chiaramente derivata dalla scultura romana (copia di un'originale ellenistico) raffigurante un Galata morto ora conservata nel museo archeologico di Venezia.

#### Federico II Gonzaga entra vittorioso a Milano

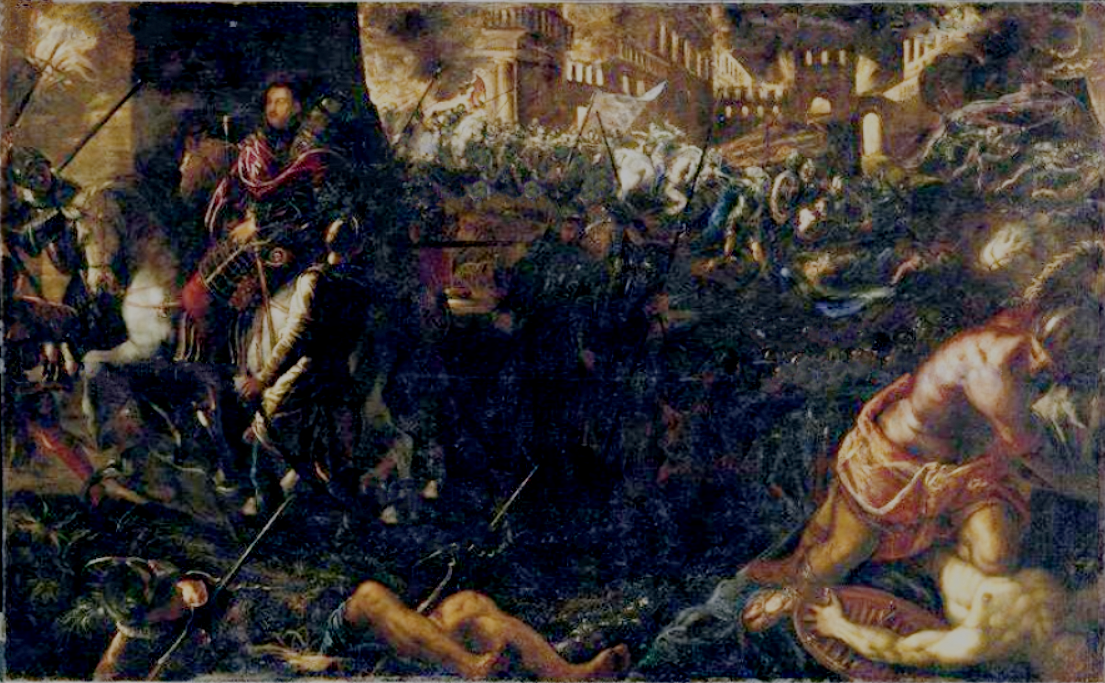
Federico II Gonzaga entra vittorioso a Milano

Presa Parma, l'armata guidata da Prospero Colonna puntò decisamente verso Nord: vinta la resistenza francese a Vaprio d'Adda grazie soprattutto al valore di Giovanni dalle Bande Nere, nel novembre del 1521 gli imperiali si aprivano la strada per Milano dove Odet de Foix, conte di Lautrec e maresciallo di Francia, si era acquartierato per difendere la capitale del ducato.
Il 19 novembre l'esercito asburgico-pontificio raggiungeva la città che nella notte veniva presa d'assalto e cadeva con sorprendente facilità in mano nemica.
La conquista di Milano ebbe inizio con un attacco a sorpresa sferrato da Ferrante D'Avalos contro una fortificazione allestita sotto le mura della città, tra Porta Romana e Porta Ticinese, tenuta dai veneziani, alleati dei francesi. I veneti andavano in rotta e si davano disordinatamente alla fuga: lo stesso Teodoro Trivulzio, loro comandante, veniva fatto prigioniero. Le milizie spagnole del marchese di Pescara si introducevano così nel Borgo di Porta Romana, approssimandosi all'omonima porta cittadina. Sorpresi da questo attacco i francesi, sostanzialmente rinunciando a difendere Milano, si asserragliavano nel castello.

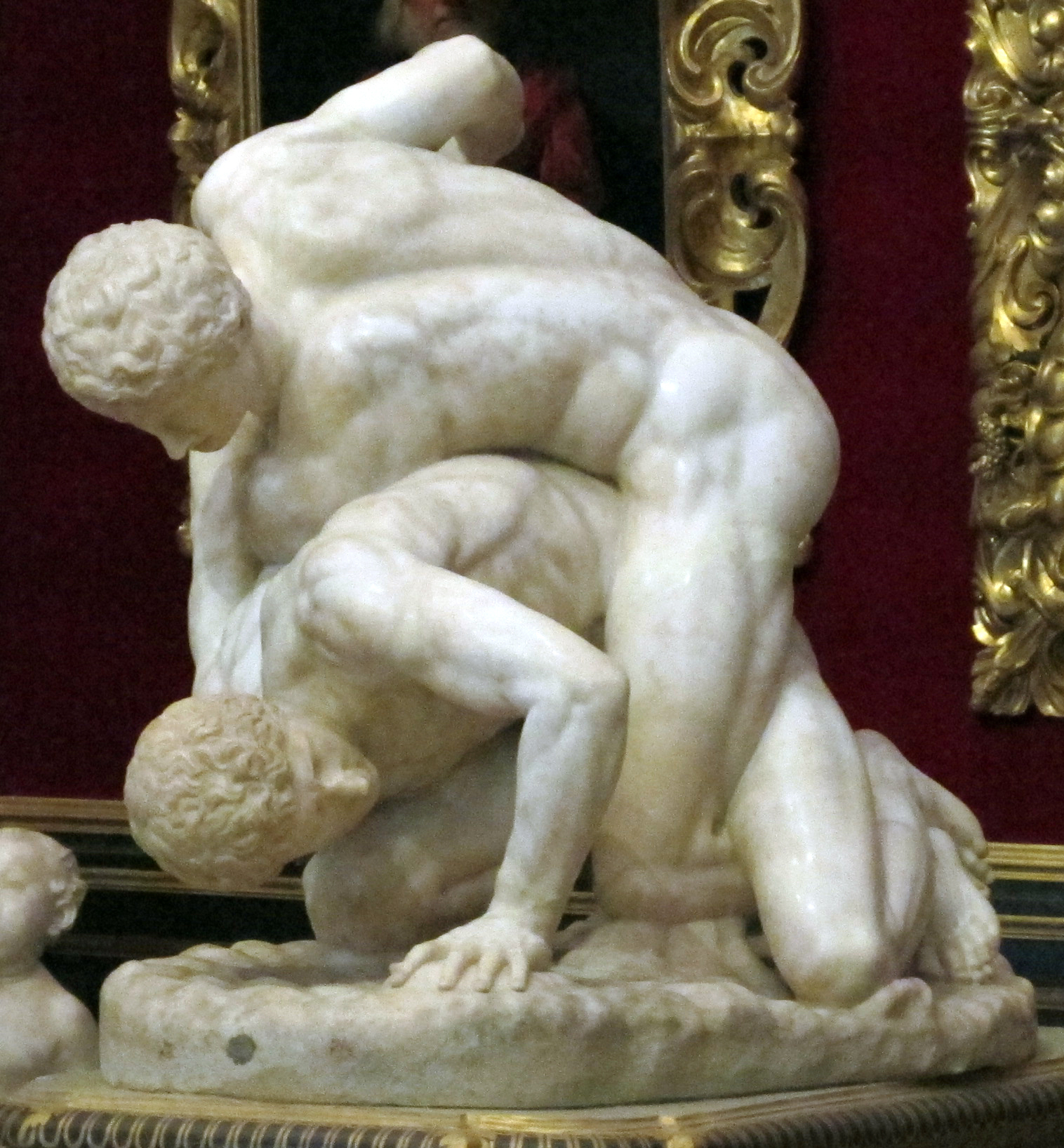
Lottatori, I secolo d.C., Firenze, Uffizi

Approfittando dello sfaldamento transalpino le fazioni filo-imperiali della popolazione milanese si sollevavano ed aprivano le porte agli assedianti: Ferrante D'Avalos entrava a Milano proprio da Porta Romana, mentre Prospero Colonna e Federico Gonzaga facevano ingresso da Porta Ticinese. Il Lautrec, sonoramente sconfitto, lasciato un contingente nel castello, fuggiva dalla città.
Così il Sangiorgio volle che questi fatti fossero messi su tela dal Tintoretto: «Andò il medesmo essercito della chiesa con l'imperiale d'indi a puoco alla ricuperatione di Millano et havendo trovato Lotrecco generale dei francesi et Teodoro Trivultio generale de' venetiani che erano coligati insieme sotto le mura della città nel borgo di Porta Romana et li misse in fuga, costringendoli a retirarsi verso il castello, colla quale occasione il duca Federico entrò in Millano per la porta Ticinese insieme con il Colonna. Si potrà dunque descrivere nel terzo quadro questa entrata di Milano et li francesi posti in fuga, la quale cosa sarà di bellissima vista representante una notte piena di fuochi così per il combattere, come per l'abragiar che fecero i francesi dei borghi di quella città».
Nel non agevole compito assegnatogli di raffigurare nello stesso quadro più eventi diversi, Tintoretto collocò nel primo piano, a sinistra, l'entrata in città di Federico Gonzaga e di Prospero Colonna - la cui figura incede a fianco del condottiero mantovano e si vede appena essendo in gran parte coperta da quella del Gonzaga - attraverso Porta Ticinese con il seguito di un manipolo di fanti. Nello sfondo è quindi raffigurato il fulmineo attacco del Pescara che mette in rotta i nemici: notevole è il baluginio dell'incendio del borgo milanese le cui fiamme rischiarano la notte.
Chiude la composizione lo scontro corpo a corpo in cui sono impegnati due soldati in primissimo piano sulla destra. La nudità dei duellanti, dalle accentuate muscolature, e la plasticità delle loro pose fa pensare che si tratti di un'ulteriore citazione classica inserita dal Tintoretto, ravvisandosi in effetti una certa assonanza tra queste figure e il gruppo scultoreo romano dei Lottatori degli Uffizi.

#### Federico II Gonzaga difende Pavia

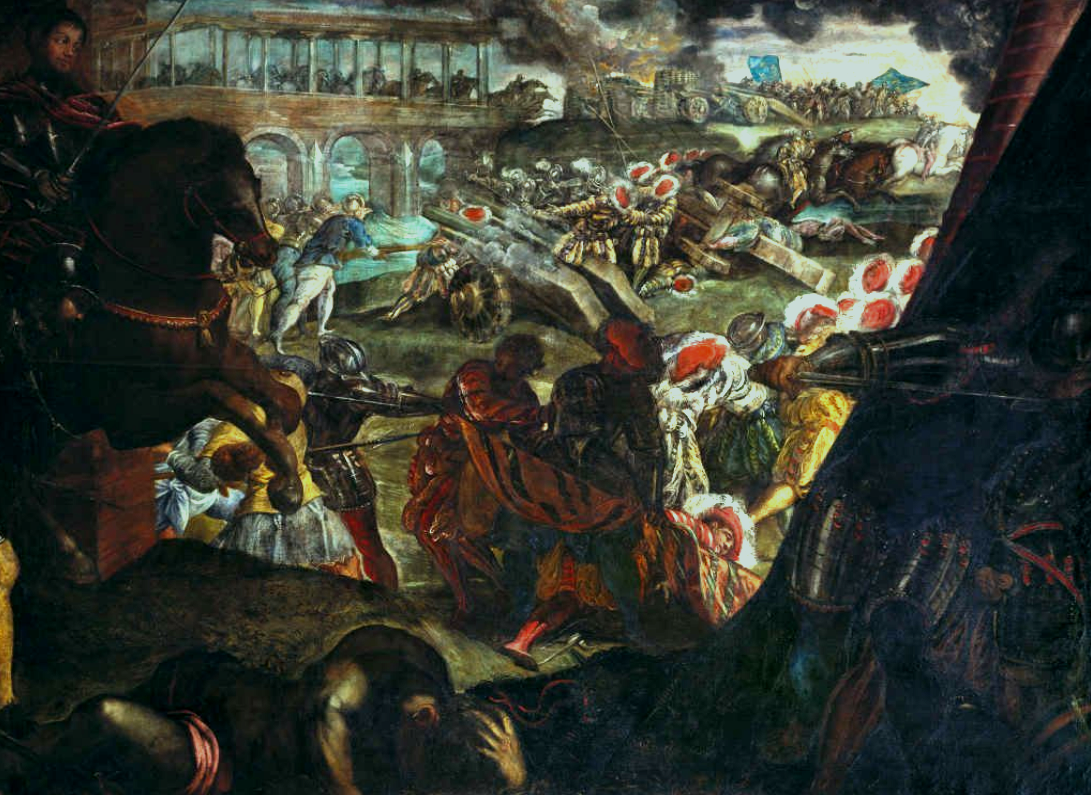
Federico II Gonzaga difende Pavia

Caduta Milano, l'esercito imperial-pontificio si impadroniva rapidamente di diverse altre città lombarde tra le quali Pavia. La morte di Leone X però, nel dicembre del 1521, con la conseguente incertezza circa le sorti dell'alleanza tra lo Stato Pontificio e Carlo V, rinvigoriva i francesi che passarono al contrattacco.
Messe a sacco Novara e Vigevano le truppe del Lautrec, nel marzo del 1522, cingevano d'assedio Pavia che era difesa da Federico II Gonzaga. Il Gonzaga pur in inferiorità numerica resse con valore all'assalto del nemico, protrattosi per circa un mese. I francesi dovettero infine mollare la presa per il timore del sopraggiungere dei rinforzi imperiali inviati da Prospero Colonna.
Fonte particolarmente dettagliata sull'assedio di Pavia del 1522 è il carteggio tra Mario Equicola, segretario di Federico, e Isabella d'Este, madre del futuro primo duca di Mantova. Il letterato, anch'egli a Pavia al seguito del suo signore, dà conto dell'eroismo di Federico nella difesa della città, descrivendo dettagliatamente i fatti d'arme che ebbero per protagonista il Gonzaga.

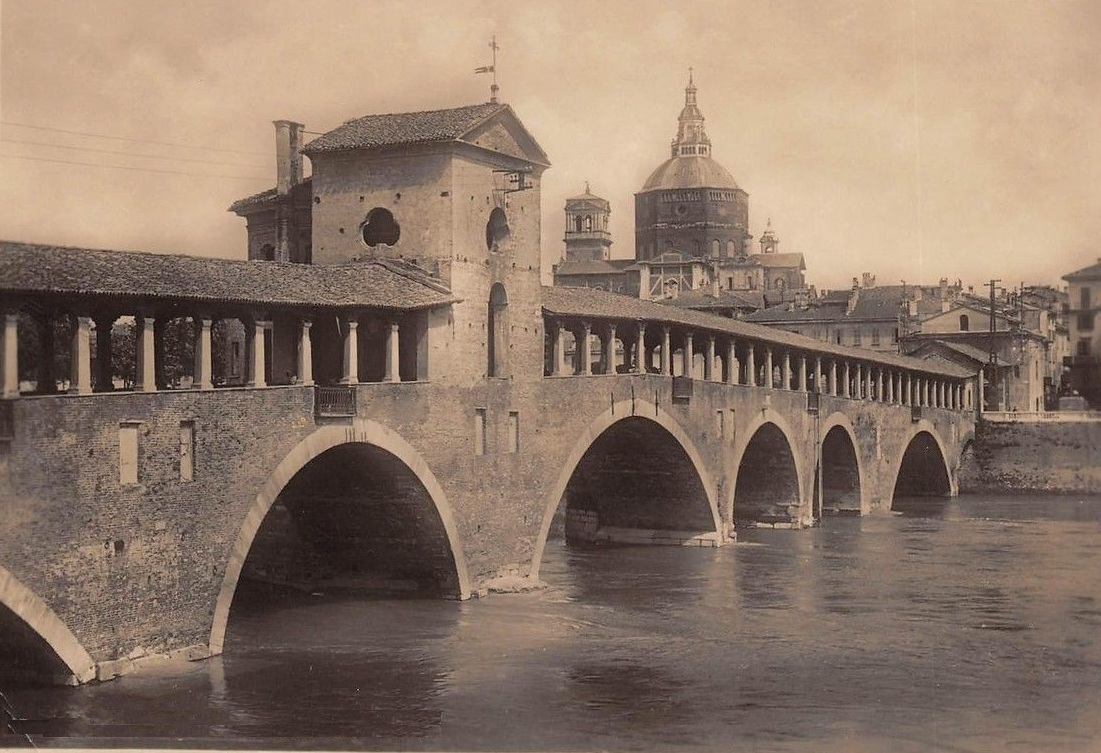
Pavia, il Ponte Coperto in una foto antecedente alla distruzione del 1944

Così il Sangiorno prescrisse al pittore di raffigurare l'impresa di Pavia: «Morse Papa Leone onde l'essercito della lega fra lui e l'imperatore si disciolse et il duca Federigo restò con parte delle sue genti in Pavia, la quale d'indi a puoco fu assalita da Lotrecco che s'era rinforzato con nuove genti svizzere et la batte in due luoghi ma in vano. Perciò si potrà nel terzo quadro rapresentar la sodetta città battuta et assaltata colla retirata di esso Lotrecco».
In questo caso il Tintoretto si è piuttosto discostato dall'indicazione ricevuta in quanto più che un attacco francese alla città mette in scena una sortita degli assediati fuori dalle mura di Pavia guidata da Federico: e in verità nei resoconti dell'Equicola vi è testimonianza del fatto che il Gonzaga abbia affrontato gli assedianti contrattaccando a sorpresa fuori dalle mura cittadine.
Al centro della tela, in primo piano, gli uomini del condottiero mantovano - che vediamo a cavallo sulla sinistra - affrontano un manipolo di mercenari svizzeri assoldati dal Lautrec, riconoscibili dalle divise sgargianti e dai berretti rossi. Ancora al centro, su un piano più arretrato, i difensori di Pavia si avventano su una postazione di artiglieria elvetica, puntata verso il celebre Ponte Coperto sul Ticino, chiaramente riconoscibile, per metterla fuori uso: uno dei cannoni è infatti rovesciato.
La neutralizzazione di questa postazione di tiro consente alla cavalleria imperial-pontificia di lanciarsi alla carica lungo il ponte al termine del quale vi è il campo dei francesi - si vedono infatti sventolare le bandiere azzurre con i gigli d'oro - che sta per essere travolto, mentre i soldati del Lautrec si danno alla fuga.

#### Ingresso di Filippo II di Spagna a Mantova

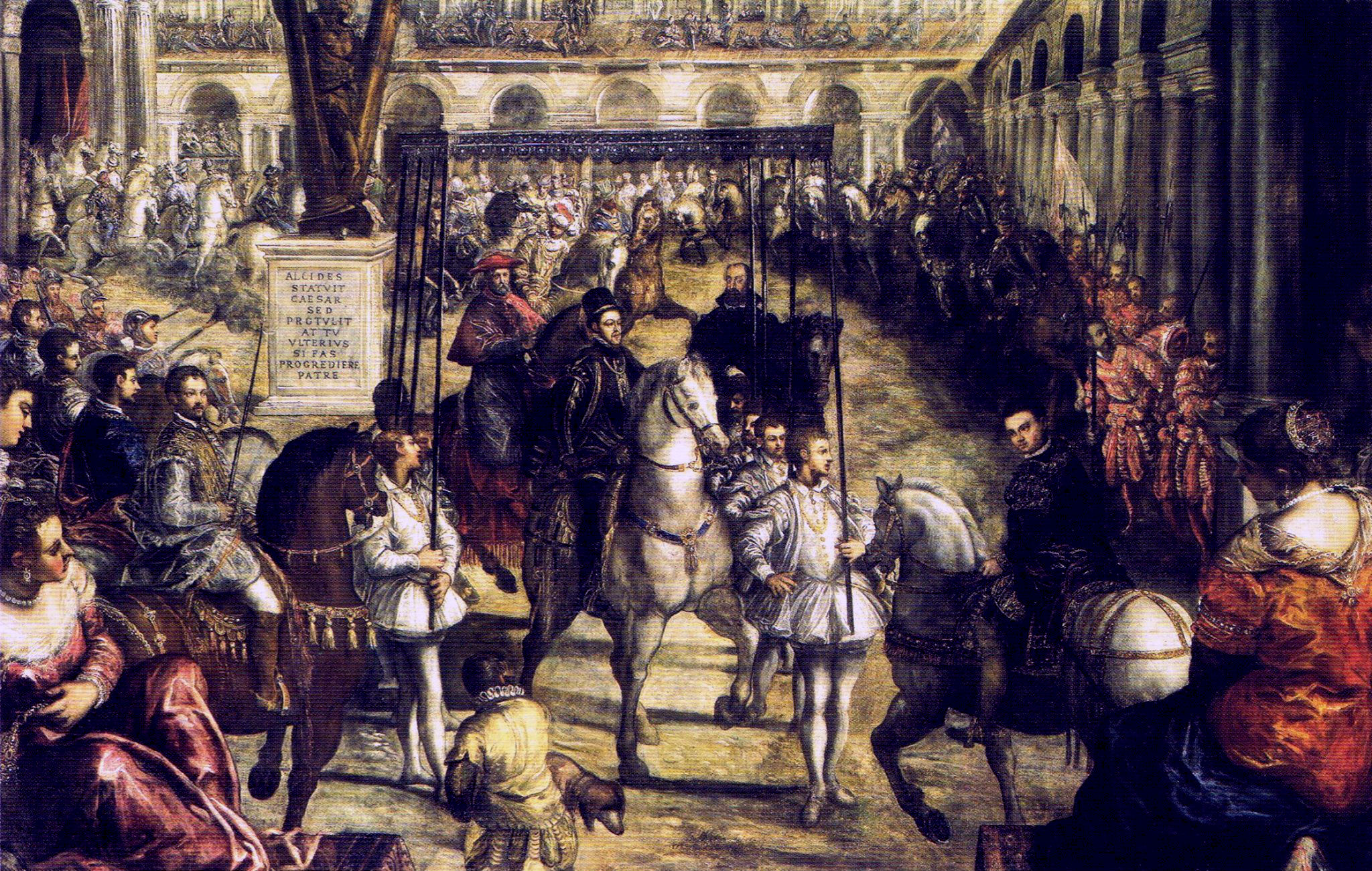
Ingresso di Filippo II di Spagna a Mantova

L'evento raffigurato è relativo all'ingresso a Mantova, avvenuto il 13 gennaio 1549, di Filippo II d'Asburgo, all'epoca non ancora asceso al trono, quindi in quel momento Infante di Spagna. Mantova fu una delle tappe del viaggio di Filippo che da Valladolid lo portò fino a Bruxelles dove era atteso da suo padre Carlo V e dove avrebbe ricevuto il giuramento di fedeltà delle Province dei Paesi Bassi che Carlo, come in effetti fece con la Prammatica Sanzione del 1549, intendeva unificare in un'unica entità statuale da porre sotto il diretto dominio della corona spagnola.
Solo per quest'ultimo telero del ciclo non ci è giunta l'indicazione della committenza descrittiva della scena che il Tintoretto avrebbe dovuto raffigurare. Cionondimeno questa direttiva al pittore deve comunque essere stata impartita, come per le altre tele dei Fasti, essendo documentato l'invio al Tintoretto di una riproduzione grafica della mantovana piazza Castello, dove Filippo fu accolto dal duca Francesco III Gonzaga.
Il dipinto trova peraltro significative coincidenze con la descrizione dell'ingresso di Filippo nella capitale ducale lasciata dal biografo del futuro re di Spagna Juan Calvete de Estrella nel suo libro El felicíssimo viaje del muy alto y muy poderoso Príncipe don Phelippe (stampato nel 1552), il che evidentemente comprova che al Tintoretto venne fornita, anche per l'ultimo dipinto del ciclo, una puntuale indicazione dei fatti da mettere in scena.

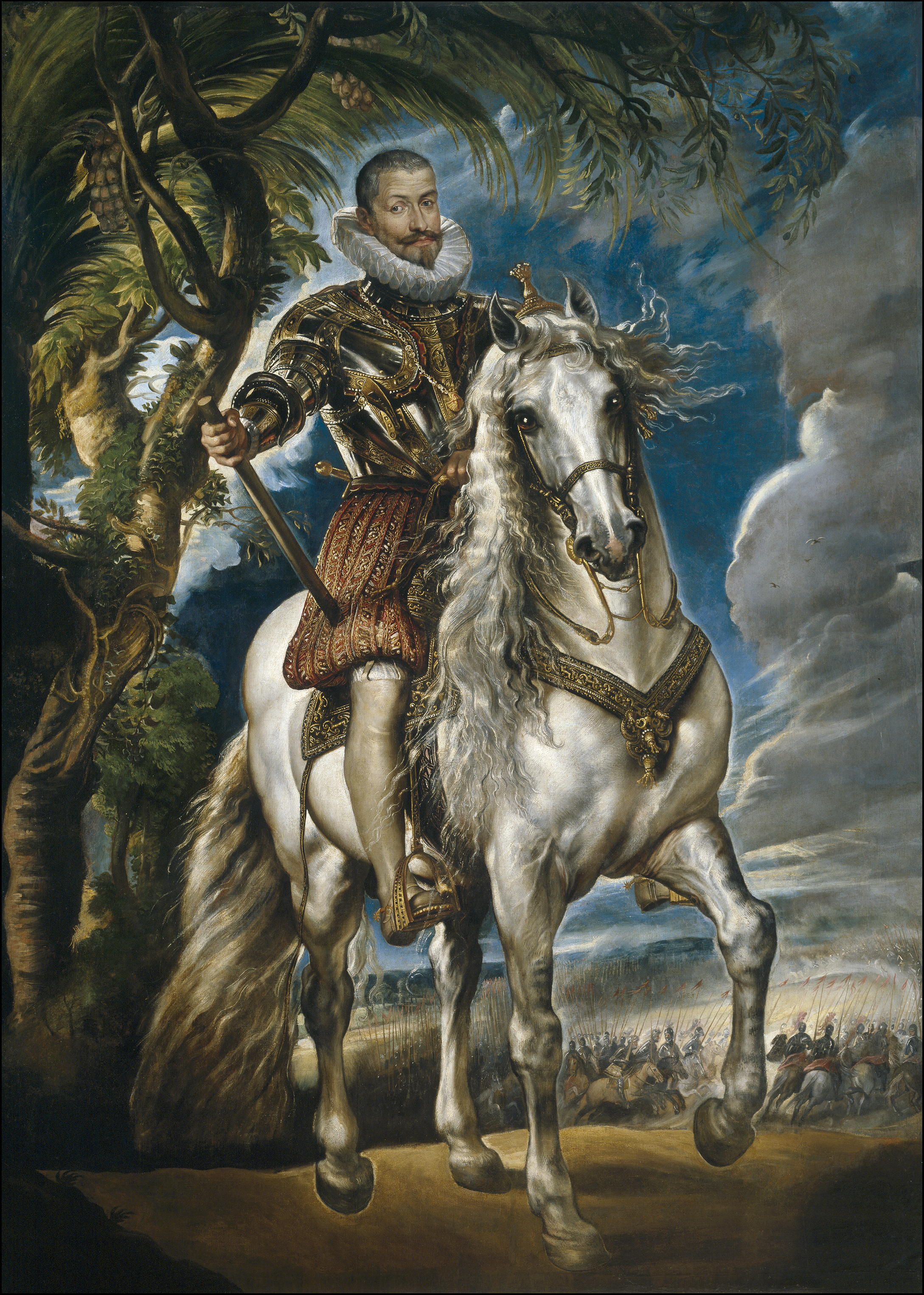
Rubens, Ritratto del duca di Lerma, 1603, Madrid, Prado

Il Calavete de Estrella in particolare annota il fatto che in piazza Castello venne eretta una statua effimera con Ercole che regge due colonne, poggiata su un alto podio ove compariva l’iscrizione: ALCIDES STATUIT, CAESAR SED PROTULIT, AT TU ULTERIUS , SI FAS, PROGREDIRE PATRE. La circostanza testimoniata dal letterato spagnolo trova piena corrispondenza nel quadro del Tintoretto ove compaiono la statua di Ercole tra le colonne con la medesima iscrizione sul piedistallo.
La statua di Ercole chiaramente allude alla celeberrima impresa di Carlo V composta da due colonne (per l'appunto le Colonne d'Ercole) e il motto PLUS ULTRA. L'iscrizione sul piedistallo della statua è dunque un augurio a Filippo di superare in gloria il suo augusto genitore. In sostanza: Ercole pose le colonne che segnavano i confini del mondo, Carlo V (Caesar in quanto imperatore) oltrepassò questo limite (Plus Ultra) e l'auspicio è che Filippo faccia anche di più.

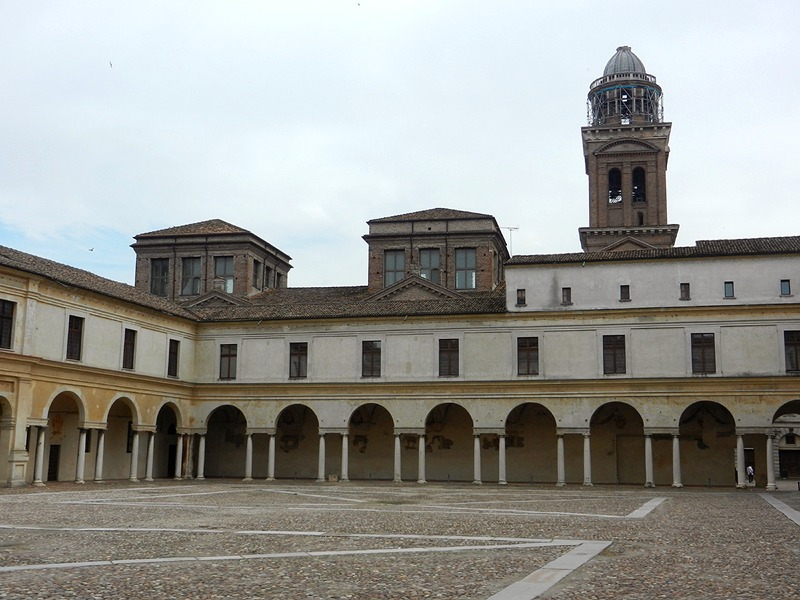
Mantova, Piazza Castello

Nel dipinto vediamo al centro l'Infante di Spagna vestito di nero in groppa ad un destriero bianco mentre incede sotto un baldacchino portato da un gruppo di paggi in raffinata livrea. Immediatamente dietro il principe d'Asburgo cavalcano al suo seguito il cardinale Ercole Gonzaga e il di lui fratello Ferrante, zii del duca in carica Francesco III. Questi è sua volta raffigurato sulla destra, su un cavallo dal manto bianco, mentre accoglie il corteo principesco. A sinistra, infine, su un cavallo bruno con ricchi paramenti d'oro, c'è il fratello di Francesco Guglielmo - suo futuro successore nel titolo di duca di Mantova - committente dei Fasti gonzagheschi.

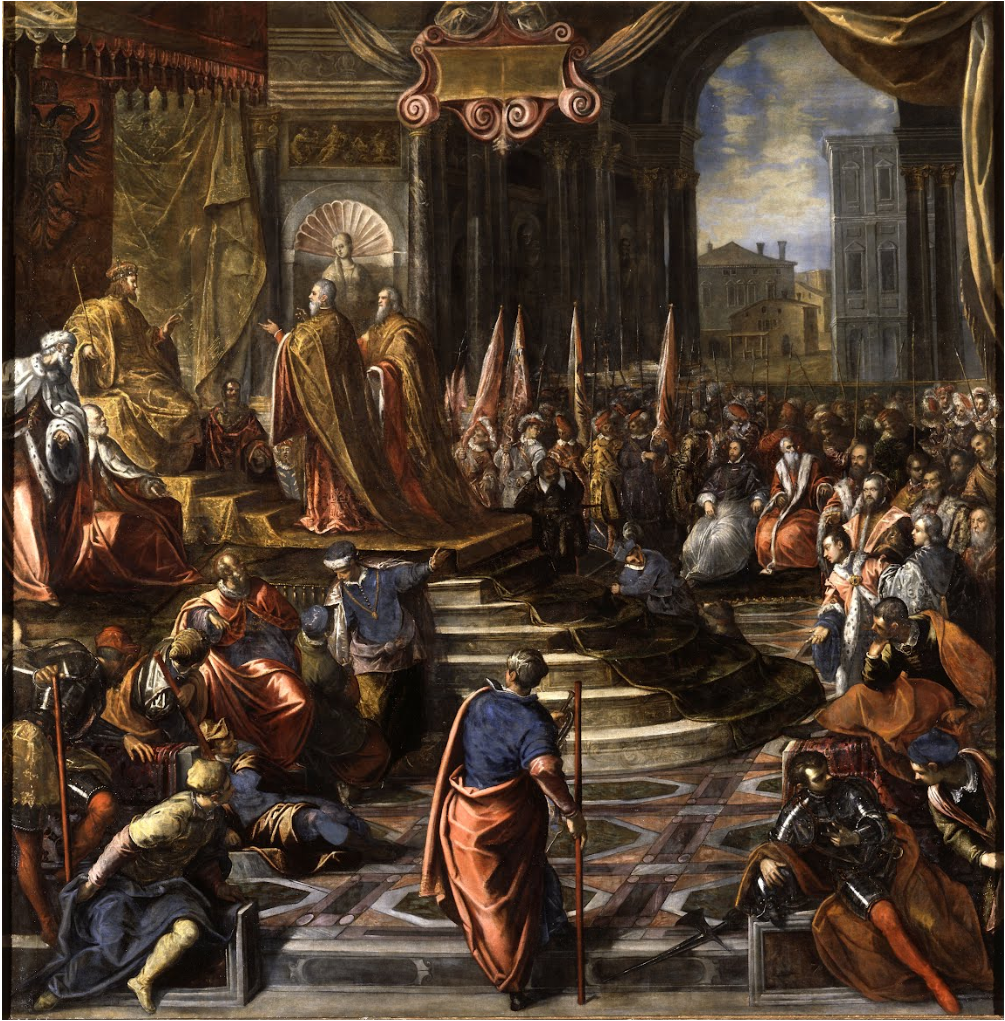
Domenico Tintoretto, Invio degli ambasciatori veneziani a Federico Barbarossa, 1590-1592, Venezia, Palazzo ducale

Nel secondo paggio della fila di destra si riconoscono le sembianze di Vespasiano Gonzaga che nel 1545 era stato mandato alla corte asburgica di Valladolid come paggio d'onore Filippo e la cui presenza durante l'ingresso a Mantova del principe è in effetti storicamente documentata.
Di tutti di dipinti del ciclo già in Palazzo ducale, l'ottavo ed ultimo è quello in cui il livello di autografia di Jacopo Tintoretto è forse minore reputandosi l'opera pressoché integralmente dovuta a suo figlio Domenico, come lascia pensare anche la rilevata assonanza con l'Invio degli ambasciatori veneziani a Federico Barbarossa, dipinto licenziato da Domenico Tintoretto circa un decennio dopo la realizzazione dei Fasti gonzagheschi.
Anche la raffigurazione di Filippo di Spagna dovette colpire in modo particolare il giovane Rubens che, come rilevato, ebbe modo di riflettere sui Fasti negli anni passati al servizio di Vincenzo Gonzaga. Il ritratto equestre del duca di Lerma, eseguito da Rubens nel 1603, è sostanzialmente coincidente con l'Infante di Spagna del telero gonzaghesco per la posa del cavaliere e del destriero e per lo scorcio in diagonale in cui è disposto il gruppo equestre.
L'evento raffigurato nell'ultimo telero è in chiaro collegamento con il primo della serie, cioè l'elevazione al marchesato di Gianfrancesco. Il ciclo quindi si apre e si chiude con l'arrivo nella città dei Gonzaga di uno dei massimi esponenti del potere europeo del momento, rispettivamente l'imperatore e l'erede al trono di Spagna (nonché figlio di un imperatore). Il tutto a consacrare, nella chiave encomiastica dei Fasti, l'altissimo rango del casato mantovano.

##### Ingresso di Filippo II a Mantova: ritratti
Quanto ai modelli di derivazione dei ritratti dei membri della famiglia Gonzaga presenti nell'ultimo telero dei Fasti: per l'effigie di Ferrante Gonzaga si è proposto il ritratto di questi in veste di donatore che si vede nell'Assunzione di Fermo Ghisoni conservata nella chiesa di Santa Maria delle Grazie a Curtatone; sempre da un dipinto del Ghisoni, custodito nel palazzo ducale di Mantova, si ritiene derivi il ritratto di Ercole Gonzaga; per il duca Francesco III si è individuato un ritratto a figura intera di collezione privata e infine l'effige di Vespasiano Gonzaga è apparsa associabile ad uno dei ritrattini della serie gonzaghesca del Castello di Ambras.

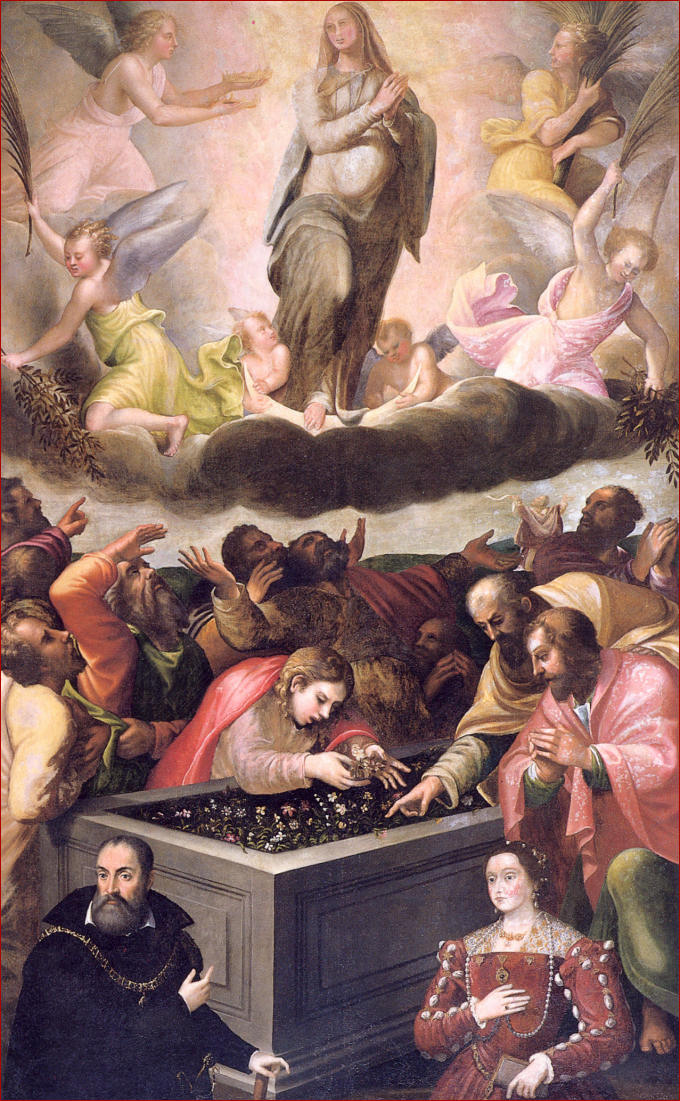
Fermo Ghisoni, Assunzione con donatori, 1556, Curtatone, chiesa di Santa Maria delle Grazie
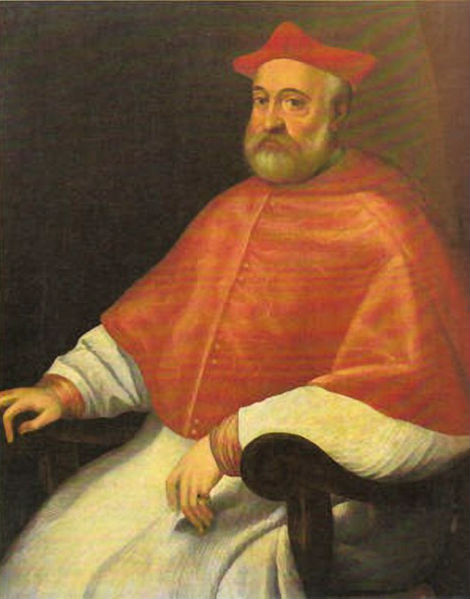
Fermo Ghisoni, Ercole Gonzaga, 1555-1560, Mantova, Palazzo ducale
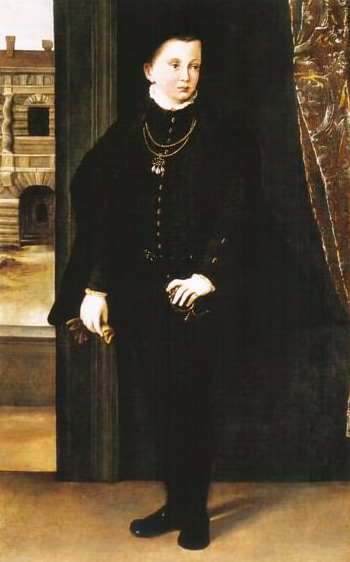
Anonimo, Francesco III Gonzaga, 1545 circa, collezione privata
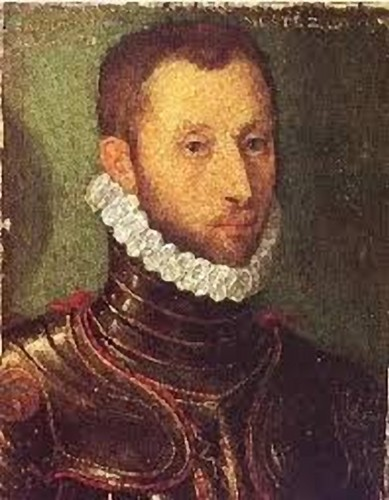
Anonimo, Vespasiano Gonzaga, 1570-1575, Innsbruck, Castello di Ambras

### Sala dei Capitani

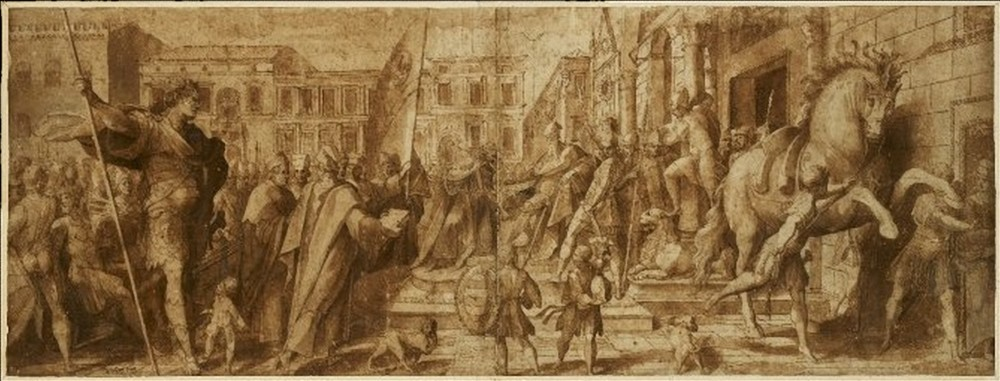
Giuramento di Luigi Gonzaga

Dopo il completamento della decorazione delle sale dei Marchesi e dei Duchi al Tintoretto venne proposta anche una terza parte del ciclo dinastico volta a celebrare le imprese dei Gonzaga compiute al tempo in cui essi (tra il 1328 e il 1433) - prima del conseguimento del marchesato - erano capitani del popolo di Mantova, serie da collocare per l'appunto nella Sala dei Capitani, ulteriore ambiente dell'addizione guglielmina al Palazzo ducale. 

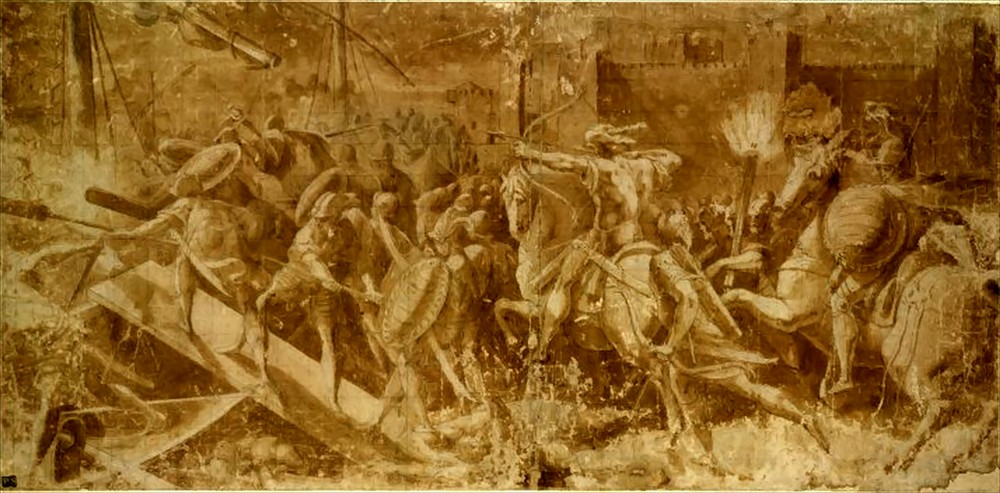
Battaglia notturna sul Po

Questa volta però l'affare non andò a buon fine e la terza parte del ciclo gonzaghesco - o, per così dire, la prima in base alla cronologia storica delle gesta rappresentate - fu eseguita da Lorenzo Costa il Giovane.
Nessuno dei dipinti del Costa è giunto sino a noi e l'unica testimonianza che ci resta di queste opere è costituita da due disegni preparatori conservati al British Museum (ma per uno di essi l'attribuzione è dubitativa) che raffigurano eventi legati a Luigi Gonzaga (il primo della famiglia a divenire capitano del popolo) e a Guido Gonzaga: si tratta rispettivamente del giuramento di Luigi Gonzaga come capitano (disegno di attribuzione incerta) e della raffigurazione di una battaglia notturna avvenuta sul Po a Borgoforte, fatto verificatosi durante il capitanato di Guido Gonzaga.
Verosimilmente il giuramento di Luigi Gonzaga del Costa andò a coprire un precedente dipinto murale di identico soggetto di autore ignoto - tuttora in loco - da alcuni dubitativamente attribuito a Bernardino India e da altri a Benedetto Pagni.